# The Amazing Race Latinoamérica 2011
The Amazing Race Latinoamérica 2011 fue la tercera edición latinoamericana del programa The Amazing Race. Fue la primera temporada emitida por el canal Space en conjunto con Disney Media Networks Latin America y la firma venezolana Cinemat. Se contó con once parejas, con una relación preexistente, en una carrera en toda América Latina para ganar el premio de US$250.000.
Harris Whitbeck una vez más presentó el programa que nuevamente fue producido por Leonardo Aranguibel, Fernando Barbosa y Melyna Deluchi. Sin embargo, en esta ocasión la dirección general del espacio fue encomendada al venezolano Marco Colantoni.

## Producción

### Casting
Éste se inició el 20 de febrero y finalizó el 30 de abril. Las entrevistas a los semi-finalistas y las entrevistas para el casting final se realizaron en privado en torno a mayo y junio del año en curso. Ese mismo mes fueron elegidos, también de forma confidencial, las 11 duplas que participaron en la competencia.
El rodaje se llevó a cabo en total reserva. Finalizó en agosto.

## Resultados
Los siguientes equipos participaron en la carrera, con sus relaciones al momento de la filmación. Las posiciones están en la lista por orden de llegada:
| Equipo              | Relación   | Posición (por etapas) | Posición (por etapas) | Posición (por etapas) | Posición (por etapas) | Posición (por etapas) | Posición (por etapas) | Posición (por etapas) | Posición (por etapas) | Posición (por etapas) | Posición (por etapas) | Posición (por etapas) | Posición (por etapas) | Posición (por etapas) | Obstáculos realizados  |
| Equipo              | Relación   | 1                     | 2                     | ⊂3⊃                   | <4>                   | 5                     | 6                     | ⊂⊂7⊃⊃                 | 8+                    | 9                     | 10                    | 11                    | 12a                   | 12b                   | Obstáculos realizados  |
| ------------------- | ---------- | --------------------- | --------------------- | --------------------- | --------------------- | --------------------- | --------------------- | --------------------- | --------------------- | --------------------- | --------------------- | --------------------- | --------------------- | --------------------- | ---------------------- |
| Nicolás & Cristóbal | Gemelos    | 2.º                   | 4.º                   | 3.º                   | 3.º                   | 3.º                   | 3.º                   | 3.º                   | 1.º                   | 1.ºƒ                  | 1.º                   | 1.º                   | 2.º                   | 1.º                   | Nicolás 6, Cristóbal 6 |
| Felipe & Alejandro  | Amigos     | 1.º                   | 2.º                   | 1.º                   | 1.º                   | 1.º                   | 1.º                   | 5.ºε                  | 4.º                   | 4.º                   | 2.º                   | 2.º                   | 3.º                   | 2.º                   | Felipe 6, Alejandro 7  |
| Maxi & Demi         | Primos     | 7.º                   | 9.º                   | 8.º                   | 6.º                   | 5.º                   | 4.º                   | 2.º                   | 2.º                   | 2.º                   | 3.º                   | 3.º                   | 1.º                   | 3.º                   | Maxi 7, Demi 6         |
| Rick & Kathy        | Matrimonio | 9.º                   | 7.º                   | 7.º                   | 8.º                   | 6.º                   | 5.º                   | 1.º                   | 3.º                   | 3.º                   | 4.º                   | 4.º                   |                       |                       | Rick 5, Kathy 6        |
| Juan del Mar & Toya | Novios     | 3.º                   | 1.º                   | 2.º                   | 2.º                   | 2.º                   | 2.º                   | 6.º                   | 5.º                   | 5.º                   | 5.º                   |                       |                       |                       | Juan 6, Toya 4         |
| José & Marisol      | Novios     | 4.º                   | 5.º                   | 4.º                   | 4.º                   | 7.º                   | 7.º                   | 4.º                   | 6.º                   |                       |                       |                       |                       |                       | José 5, Marisol 3      |
| Nico & Andre        | Hermanos   | 5.º                   | 3.º                   | 5.º                   | 5.º                   | 4.º                   | 6.º                   | 7.º                   |                       |                       |                       |                       |                       |                       | Nico 5, André 2        |
| Pablo & Rosario     | Amigos     | 6.º                   | 6.º                   | 6.º                   | 7.º                   | 8.º                   | 8.º                   |                       |                       |                       |                       |                       |                       |                       | Pablo 4, Rosario 2     |
| Mónica & Rosy       | Cuñadas    | 8.º                   | 8.º                   | 9.º                   | 9.º                   |                       |                       |                       |                       |                       |                       |                       |                       |                       | Mónica 1, Rosy 3       |
| Vero & Gaba         | Amigas     | 11.º                  | 10.º                  | 10.º                  |                       |                       |                       |                       |                       |                       |                       |                       |                       |                       | Vero 2, Gaba 1         |
| Ale & Eze           | Novios     | 10.º                  | 11.º                  |                       |                       |                       |                       |                       |                       |                       |                       |                       |                       |                       | Ale 0, Eze 2           |

- El lugar en rojo indica que el equipo ha sido eliminado.
- El lugar en verde indica el equipo que ganó el avance rápido.
- El lugar en azul subrayado indica aquel equipo que llegó en último lugar en una etapa no eliminatoria; sin embargo, en la próxima etapa deben pagar una multa.
- Una flecha dorada > indica el equipo que decidió utilizar el alto; la flecha contraria < indica el equipo que lo recibió; las dos flechas <> indican que durante esa etapa hubo "alto" disponible pero no fue utilizado.
- Un corchete café ⊃ indica el equipo que decidió utilizar el "retorno"; el corchete contrario ⊂ indica el equipo que lo recibió; dos corchetes ⊂⊃ indican que durante esa etapa hubo "retorno" disponible pero no fue utilizado.
- Los corchetes cafés ⊃⊃ indican los equipos que decidieron utilizar el "doble retorno"; los corchete contrarios ⊂⊂ indican los equipos que lo recibieron; dos corchetes ⊂⊂⊃⊃ indican que durante esa etapa hubo "doble retorno retorno" disponible pero no fue utilizado.
- Una cruz naranja + indica que hubo una "intersección" en esa etapa.
- Un símbolo rosado ε indica que el equipo decidió usar el "Pase Directo" en esa etapa.
- Cursiva indica el lugar que conservaban los equipos en un episodio de doble duración.

1. ↑  No hubo descanso entre las etapas 1 y 2. La primera pista de la etapa 2 fue entregada por el propio Harris en la parada de la etapa 1.
2. 1 2  Felipe & Alejandro y Juan del Mar & Toya llegaron inicialmente 3ros y 4tos respectivamente, pero recibieron una penalización de 15 minutos a cada uno por exceder el límite de velocidad. De esta manera, cayeron al 4.º y 5.º puesto respectivamente.
3. 1 2 3  Felipe & Alejandro, Maxi & Demi y Kathy & Rick llegaron inicialmente 2dos, 3ros y 4tos respectivamento, pero recibieron una penalización de 1 hora a cada uno por exceder el límite de velocidad. Esto no afectó la posición de ninguno de los equipos afectados.
4. ↑  Nico & Andre llegaron inicialmente 5tos, pero recibieron una penalización de 15 minutos porque Andre perdió su documento de pase al Uruguay. Esto no afectó su posición.
5. ↑  Pablo & Rosario llegaron inicialmente 6tos, pero recibieron una penalización de 15 minutos porque a Pablo se le reventó su globo en el desvío y no se fueron a conseguir uno nuevo. De esta manera, cayeron al último puesto. No fueron eliminados debido a que esa era una etapa no eliminatoria.
6. ↑  Pablo & Rosario llegaron inicialmente últimos. Ellos no realizaron ninguna de las tareas del desvío, sin embargo, como llegaron en el último lugar y fueron eliminados, ninguna penalización fue aplicada.

## Premios
Al final de algunas etapas se le da un premio a cada miembro del equipo que ocupe el primer lugar:
- Etapa 1 - Felipe & Alejandro: El pase directo, un elemento que puede ser utilizado en la carrera para saltar cualquier tarea.
- Etapa 12b: La etapa 12b se caracterizó por entregar premios a cada equipo dependiendo de su posición:

1. Nicolás y Cristóbal: $250.000
2. Felipe & Alejandro: Una estadía de 2 personas para cada uno de 7 noches en el Hotel Convento de la ciudad de Antigua, Guatemala.
3. Maxi & Demi: Un viaje de 2 personas para cada uno de 4 días en Anaheim, California, sede de Disneyland.

## Resumen de la Carrera

### Etapa 1 (Argentina)

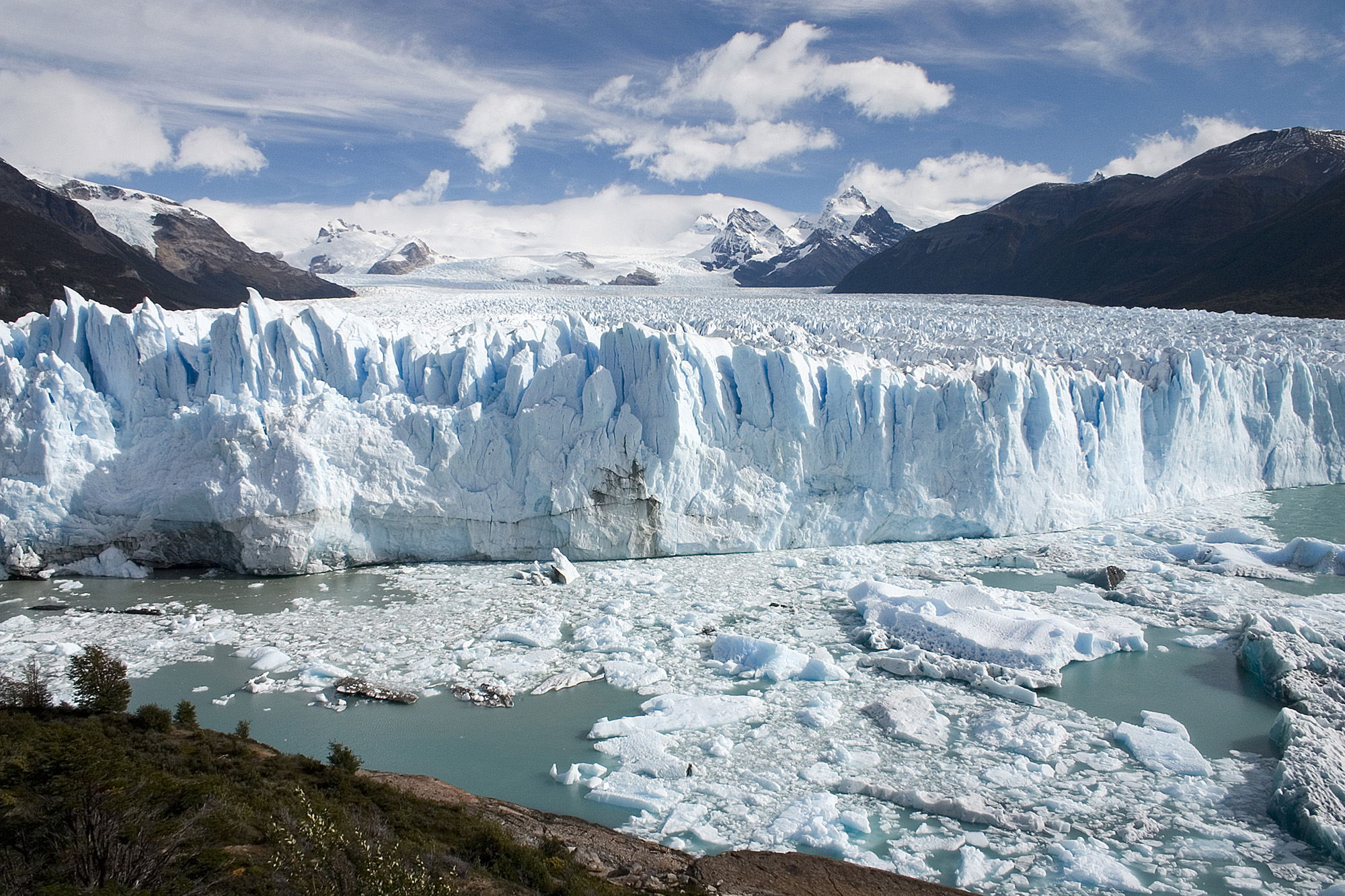
El Glaciar Perito Moreno fue la línea de partida de The Amazing Race Latinoamérica 3.

- El Calafate, Argentina  (Parque nacional Los Glaciares-Glaciar Perito Moreno) (Línea de Partida)
- El Calafate (Estancia Bon Accord)
- El Calafate (Hotel Alto Calafate)
- El Calafate (Estancia Alicia-Refugio del cerro Frías)
- El Calafate (Glaciarum-Museo del Hielo Patagónico)

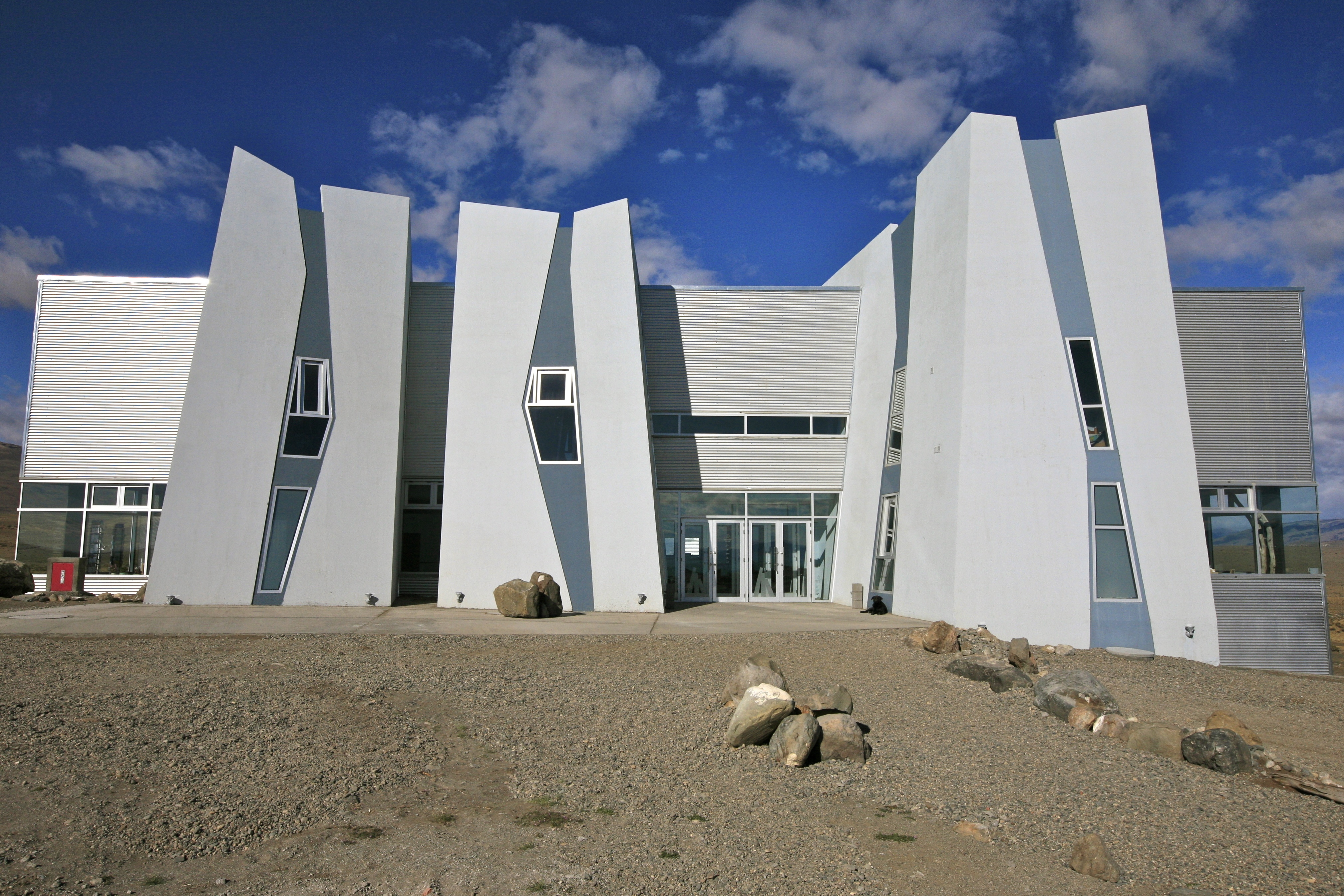
El Museo del Hielo Patagónico fue la primera parada de la carrera.

- Desvío: Fardos o Esquilar.

Fardos: Trasladar un fardo de lana de 200 kilos de un lugar a otro.
Esquilar: Esquilar por completo un cuero de oveja con una tijera de esquilador.
- Obstáculo: Ir al otro extremo del acantilado por medio de una tirolesa, luego cortar un tronco por la mitad con un hacha. Mientras tanto, el otro integrante del equipo deberá esperar en el refugio del cerro Frías.

Tareas adicionales:
- En el Hotel Alto Calafate: anotarse por orden de llegada para la próxima salida.

Ganadores de la etapa: Felipe & Alejandro.
Con multa: Vero y Gaba.

### Etapa 2 (Argentina)

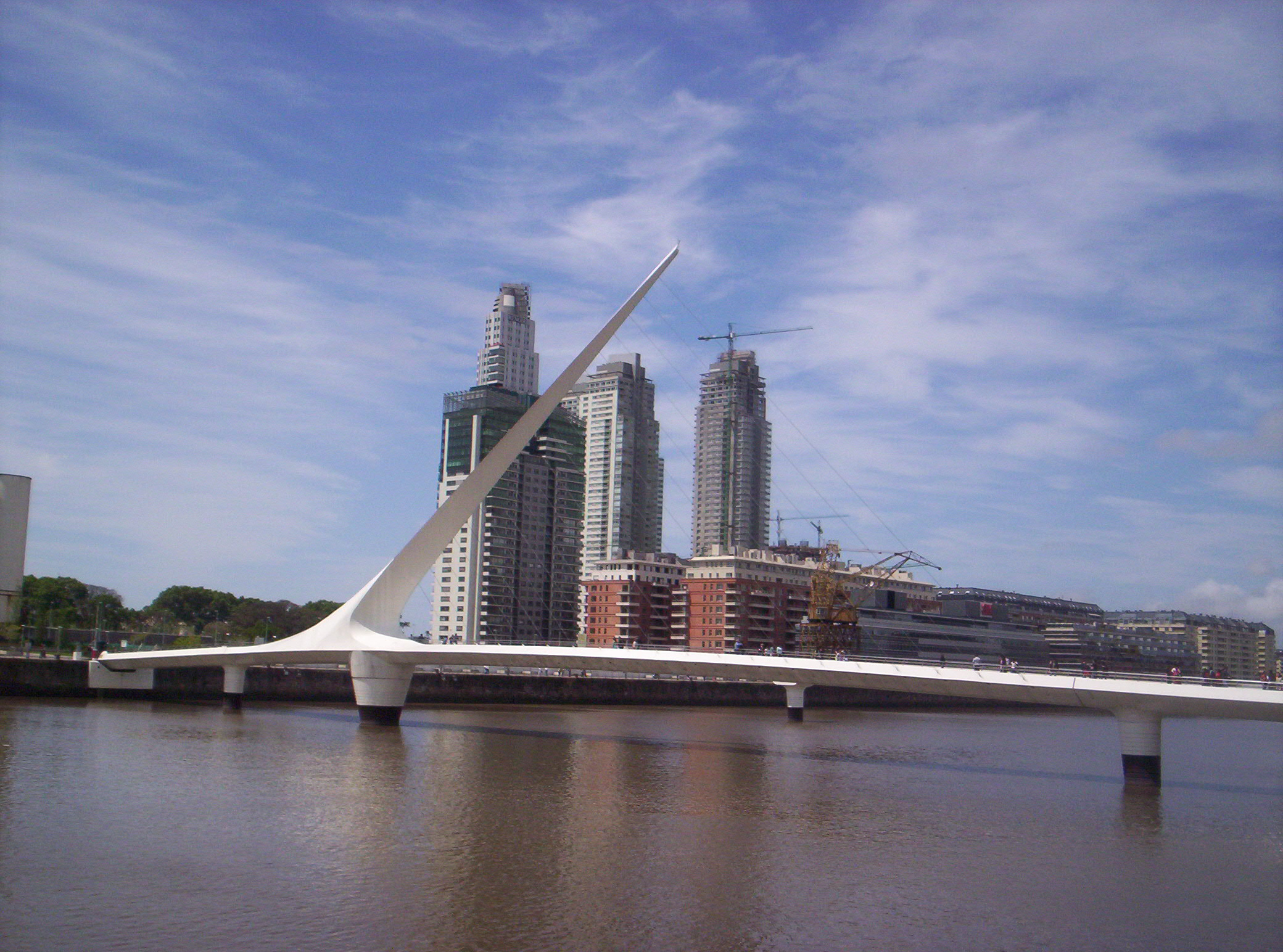
El Puente de la Mujer fue la parada de la segunda etapa.

- El Calafate, Argentina  (estación de autobuses) a Buenos Aires, Argentina  (estación de autobuses)
- Buenos Aires (Planetario Galileo Galilei)
- Buenos Aires (Restaurante Il Balodol Mattone)
- Buenos Aires (Club Halcón Peregrino)
- Buenos Aires (Puente de la Mujer)

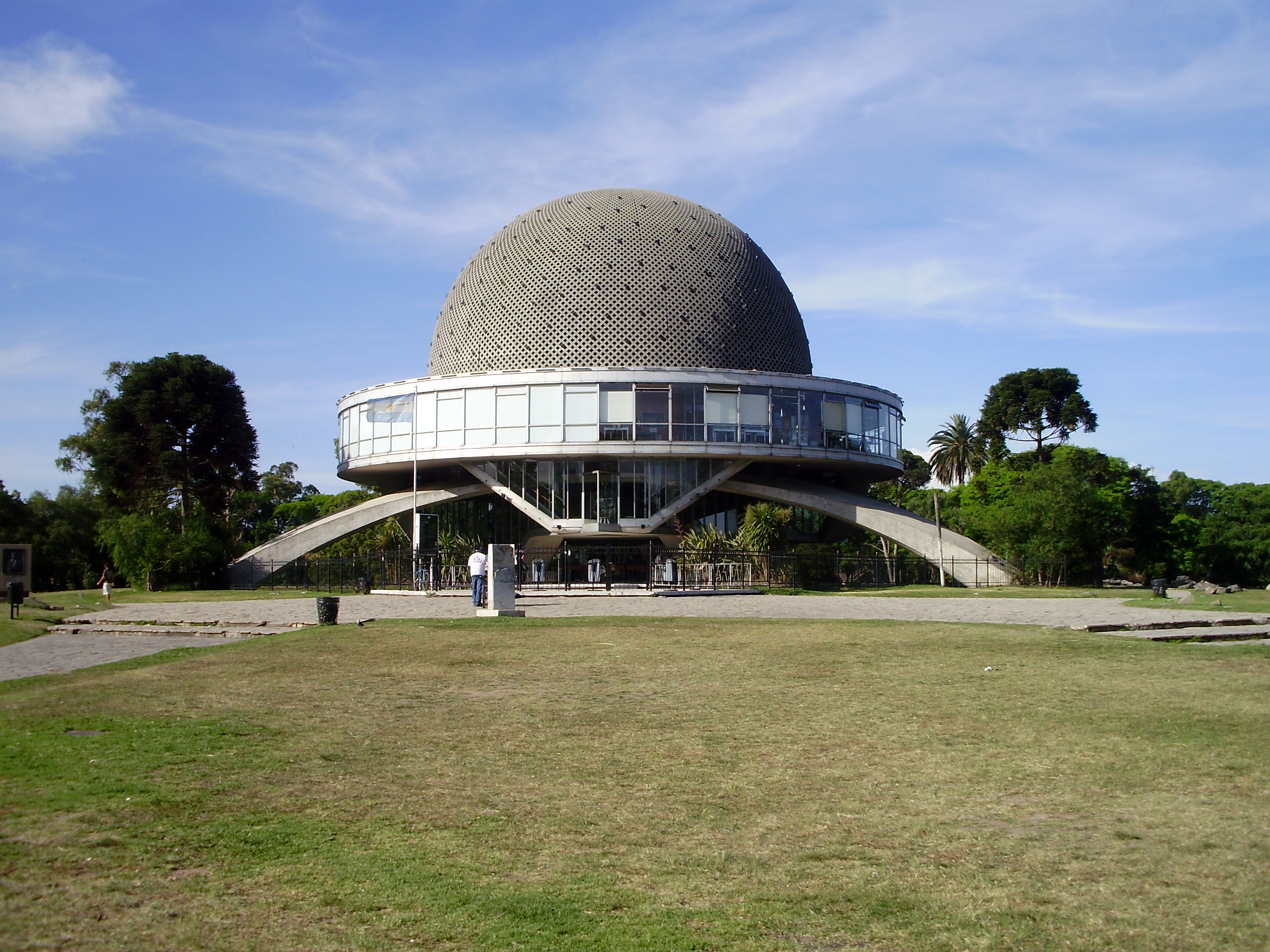
El planetario Galileo Galilei fue visitado en esta etapa.

- Desvío: CD o Libros.

CD: Los equipos tenían que ir a la tienda de discos Zivals y buscar un CD donde una de las canciones tiene cuatro palabras preestablecidas en el título.
Libros: A los equipos se les daba la biografía de un autor y luego los equipos tenían que ir a la librería Andrés Bello a buscar un libro de ese autor.
- Multa: Vero y Gaba tenían que ir a un restaurante y picar 5 kilos de cebollas.
- Obstáculo: Usar un arco y una flecha para reventar un globo puesto a 10 metros de distancia.

Tareas adicionales:
- Después de completar el obstáculo, los equipos tenían que encontrar una parada de autobús (ubicada en la calle Bomplandt entre calles Gorriti y Honduras) donde tenían que tomar el autobús 111 que los llevaría cerca del Puente de la Mujer, en la calle Juana Manuela Gorriti. Una vez allí, los equipos tenían que caminar a través de esa calle y cruzar un puente antes de registrarse en la parada.

Ganadores de la etapa: Juan del Mar & Toya.
Eliminados: Ale & Eze.

### Etapa 3 (Argentina)

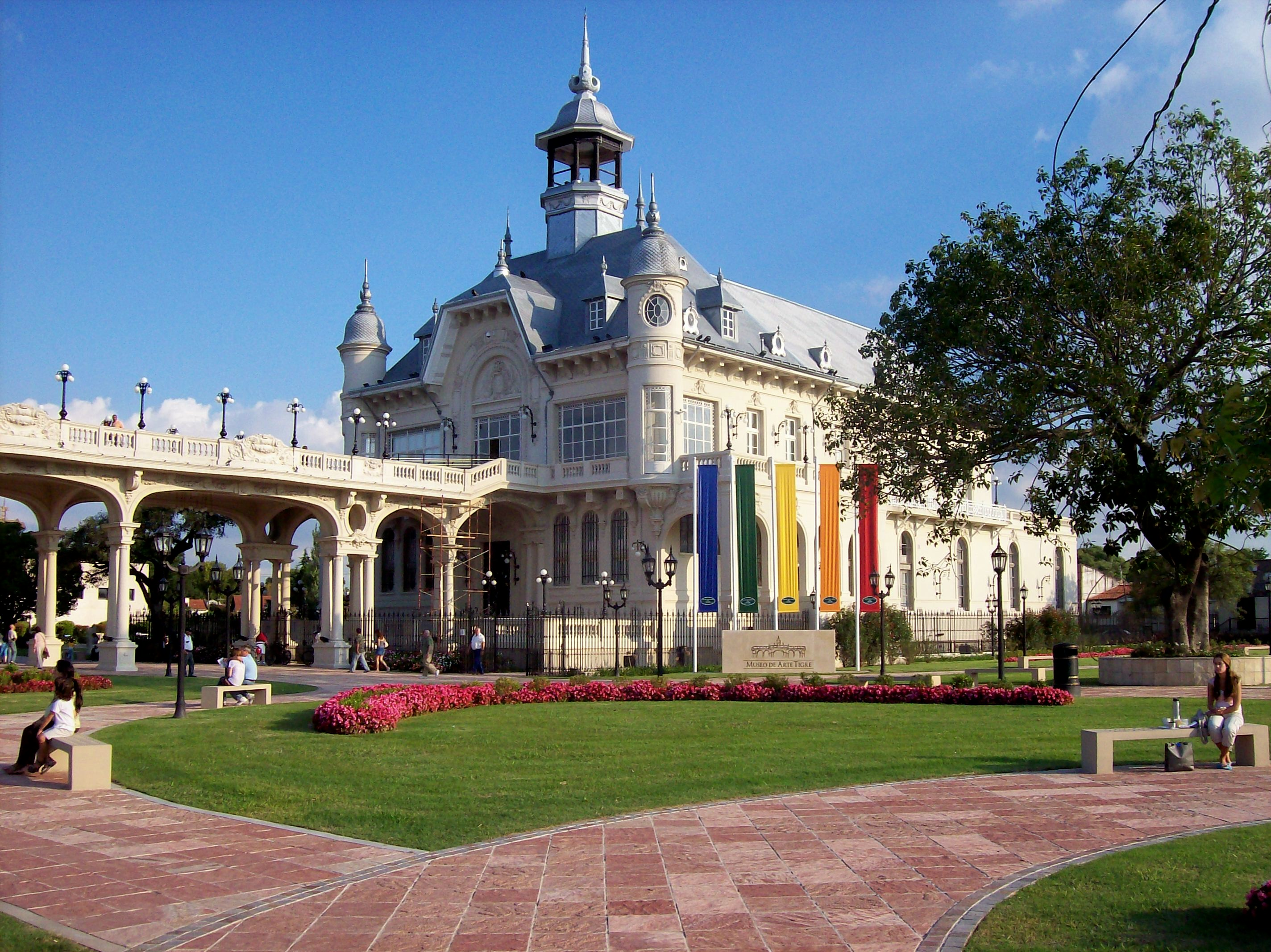
El Museo de Arte de Tigre fue la parada de la tercera etapa.

- Buenos Aires (Club Catalinas Sur)
- Buenos Aires (Escuela de Circo Criollo)
- Buenos Aires (Plaza del Congreso)
- Buenos Aires (Local "La Bicicleta Naranja")
- Buenos Aires, Argentina  (Estación Retiro) a Tigre, Argentina  (Estación Tigre)
- Tigre (Monumento al Remero)
- Tigre (Museo de Arte de Tigre)

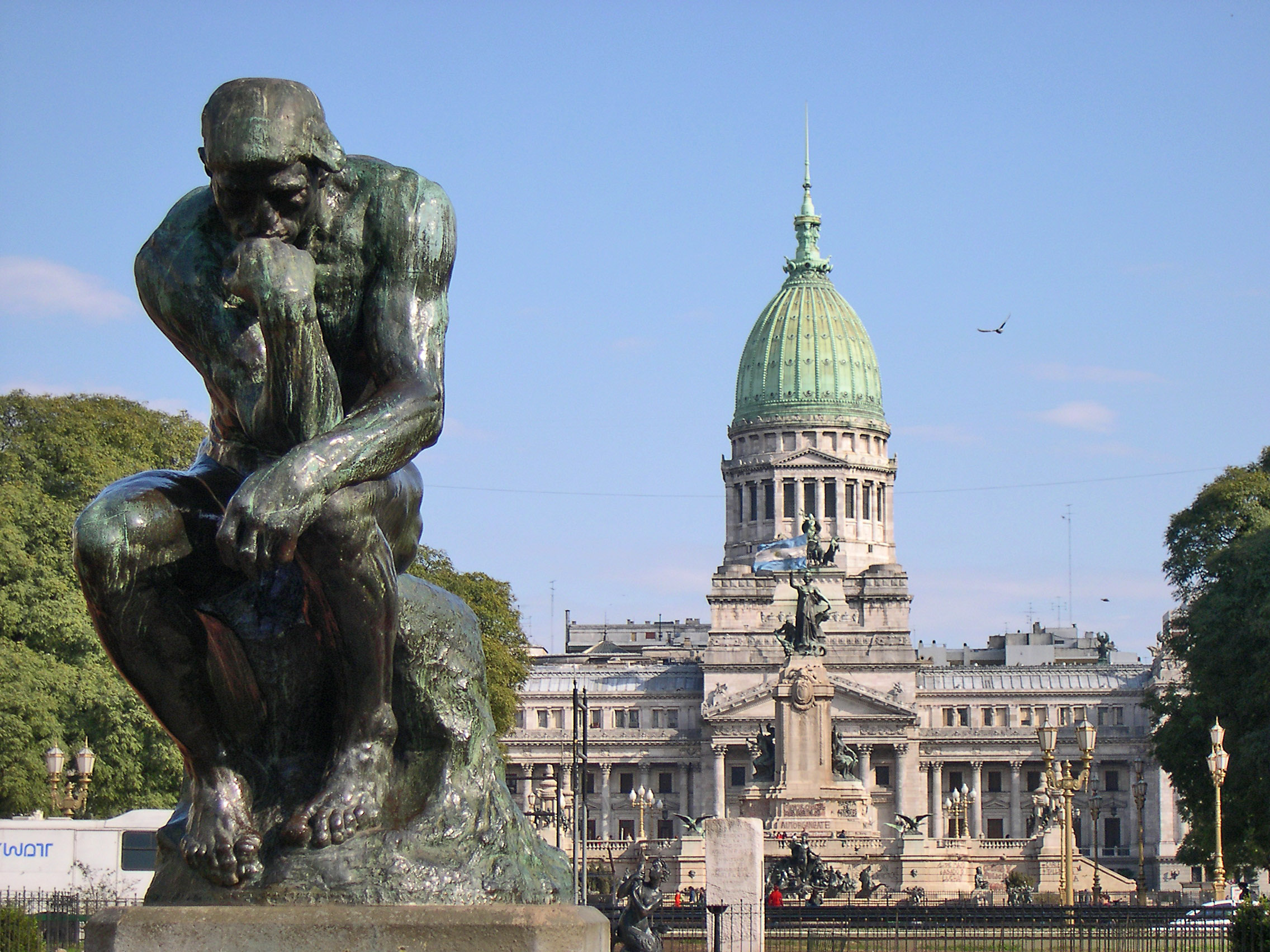
La Plaza del Congreso fue donde se encontró el primer retorno de la carrera.

- Obstáculo: Lanzarse en Bungee desde una grúa, a una altura de 50 metros.
- Desvío: Cama Elástica o Palos Chinos.

Cama Elástica: Saltar en una cama elástica hasta alcanzar la siguiente pista colgada del techo.
Palos Chinos: Subir por un poste hasta conseguir la siguiente pista, la cual estaba en la cima del palo.
Tareas adicionales:
- En el Local "La Bicicleta Naranja": Ensamblar una bicicleta, de modo que quedara como la bicicleta expuesta. Una vez ensamblada, los equipos debían montarla por una calle para recibir la siguiente pista.
- En el Monumento al Remero: Atravesar el río en kayaks para llegar a la parada.

Ganadores de la etapa: Felipe & Alejandro.
Eliminados: Vero y Gaba.

### Etapa 4 (Argentina → Uruguay)

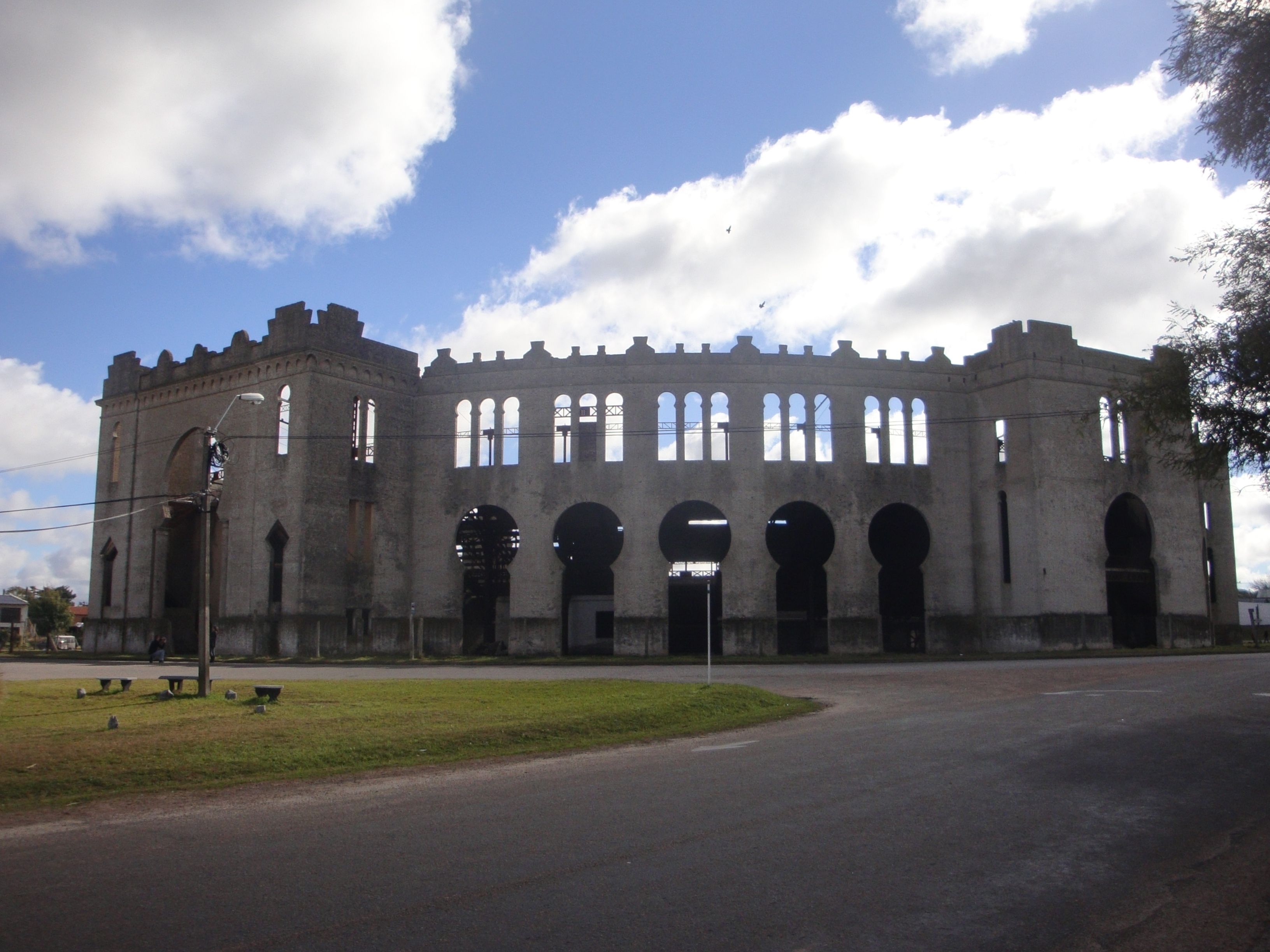
Plaza de Toros de Colonia del Sacramento fue donde se encontró el Alto.

- Buenos Aires (Terminal Colonia Express), Argentina  a Colonia del Sacramento, Uruguay  (Puerto)
- Colonia del Sacramento (Portón de Campo)
- Colonia del Sacramento (Intendencia Municipal)
- Colonia del Sacramento (Mariña Sport)

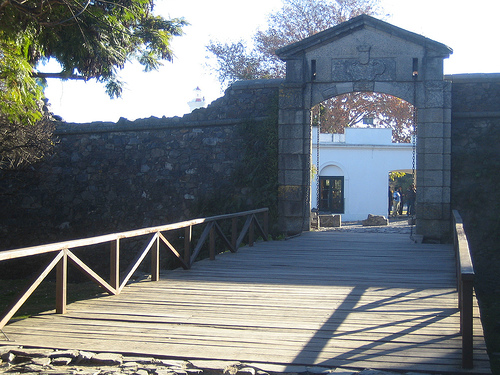
El Portón de Campo fue el primer lugar visitado en Uruguay.

- Colonia del Sacramento (Hacienda de los olivos)
- Colonia del Sacramento (Casa de los limoneros)
- Colonia del Sacramento (Plaza de Toros)
- Colonia del Sacramento (Muelle Viejo)

- Desvío: Aguja o Tronco.

Aguja: buscar una aguja de madera en un fardo de paja.
Tronco: trasladar troncos y armarlos en una pila hasta alcanzar una altura determinada.
- Obstáculo: recolectar 4 baldes de limones y luego exprimirlos con las manos vertiendo el contenido en 4 botellas, hasta tener dos litros de jugo.

Tareas adicionales:
- En el Portón de Campo: tomar dos piezas de queso y repartir por cantidades determinadas en varios locales del centro histórico de Colonia del Sacramento, al finalizar el equipo debía comer el queso que fue cortado pero no entregado (en caso de que haya sobrado queso).
- En la Intendencia Municipal: responder el cuestionario de opción múltiple sobre los autos clásicos encontrados en el sitio.

Ganadores de la etapa: Felipe & Alejandro.
Eliminados: Mónica & Rosy.

### Etapa 5 (Uruguay)

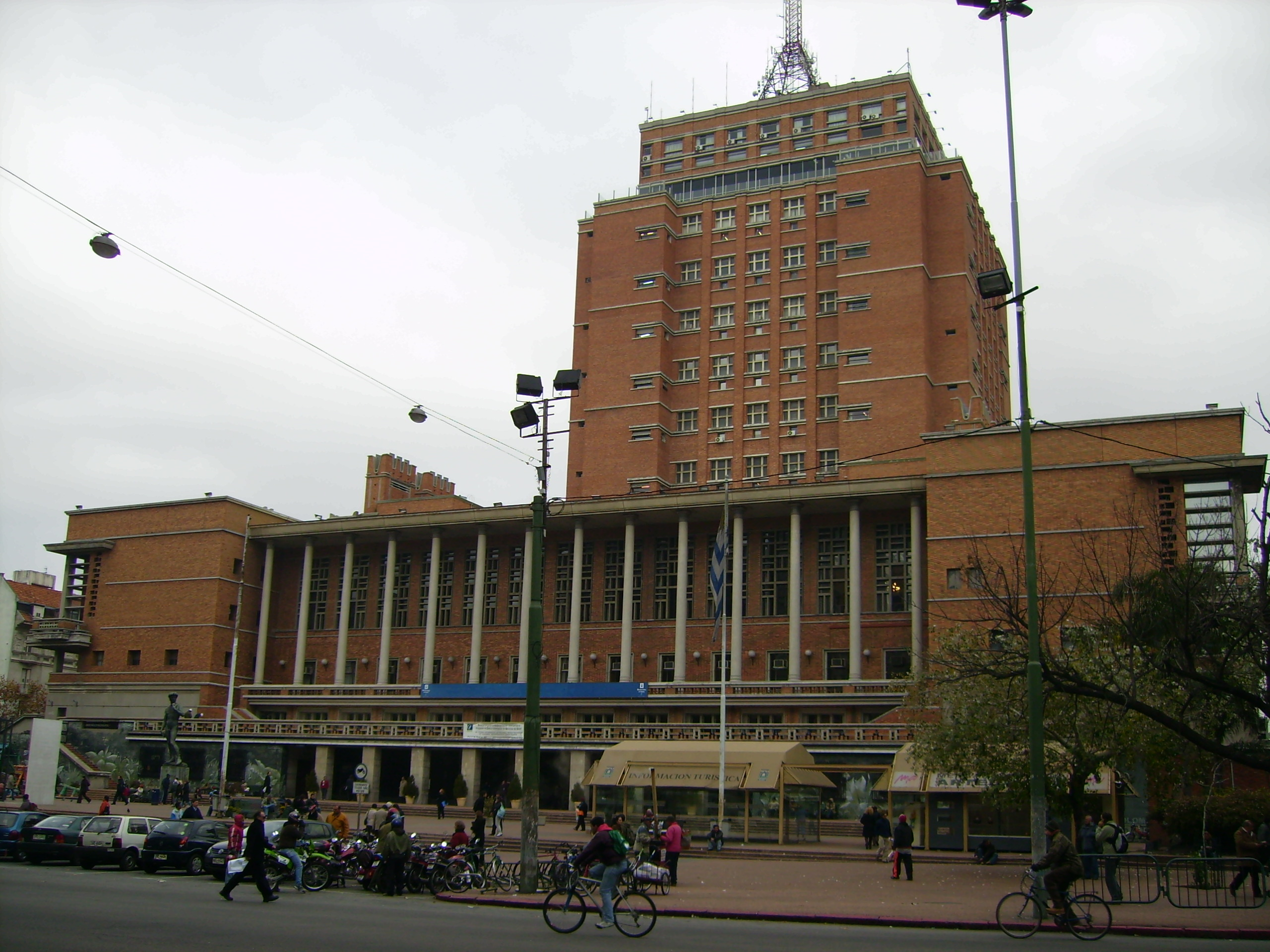
El Palacio Municipal de Montevideo fue la quinta parada de la carrera.

- Colonia del Sacramento, Uruguay  (Terminal de autobuses) a Montevideo, Uruguay  (Terminal de autobuses)
- Montevideo (Velódromo Municipal de Montevideo)
- Montevideo (Bar San Rafael)
- Montevideo (Intersección Avenida 18 de Julio - Calle Yi)
- Montevideo (Universidad del Trabajo del Uruguay)
- Montevideo (Rambla de Montevideo km 4.5)
- Montevideo (Torre de las Telecomunicaciones)
- Montevideo (Palacio Municipal)

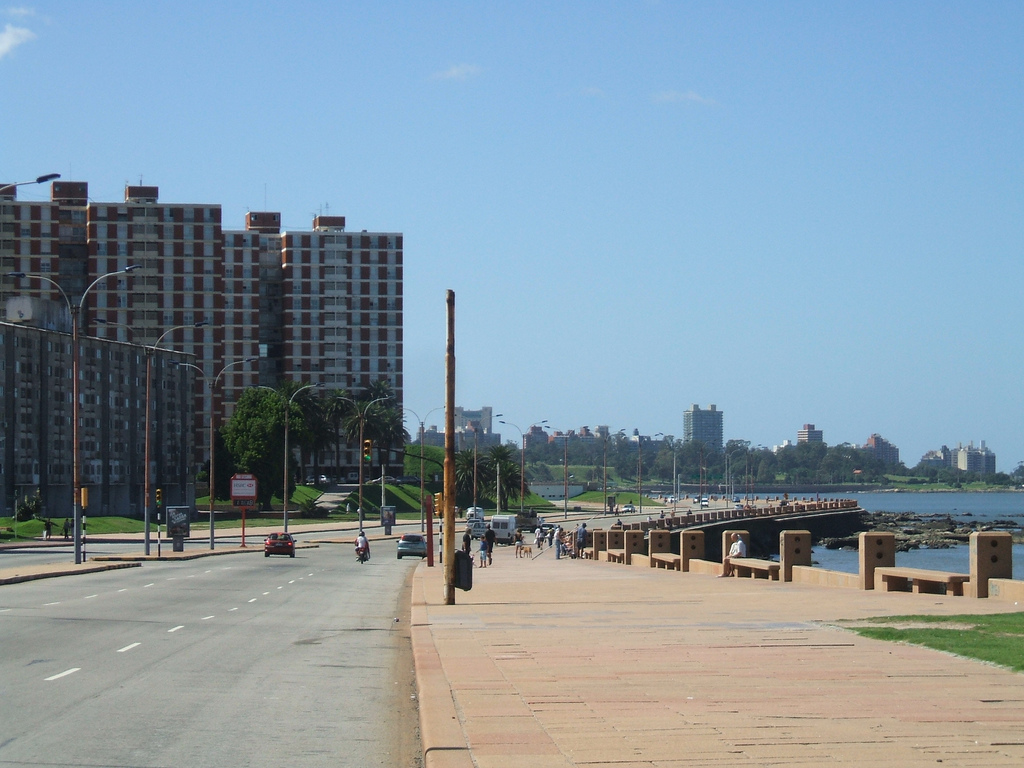
La Rambla de Montevideo fue donde se donde se llevó a cabo el desvío.

- Obstáculo: Abrir uno de los cientos de candados en una pileta cercana con una llave dada junto con la pista.
- Desvío: Zancos o Patines.

Zancos: Caminar con zancos a un punto a 200 metros de distancia para recoger un par de globos los cuales debían llevar al punto de partida.
Patines: Ambos participantes debían usar patines además tener un pie atado al de su compañero, luego patinar hasta un punto a 200 metros de distancia para recoger un par de globos y llevarlos al punto de partida.
Tareas adicionales:
- Al inicio de la etapa: preparar un mate y llevarlo hasta la parada de la etapa.
- En el Velódromo Municipal de Montevideo: cada miembro debía dar una vuelta completa al velódromo en una bicicleta para niños.
- En el Bar San Rafael: buscar la mesa donde se sentaba siempre el escritor Mario Benedetti.
- En la Universidad del Trabajo del Uruguay: vestir trajes de candombe y bailar por toda la manzana junto a un grupo de bailarines.
- En la Torre de las Telecomunicaciones: subir hasta el piso 26 y buscar en un mapa el punto amarillo el cual dirigía a la parada.

Ganadores de la etapa: Felipe & Alejandro.
Con multa: Pablo & Rosario.

### Etapa 6 (Uruguay → Chile)

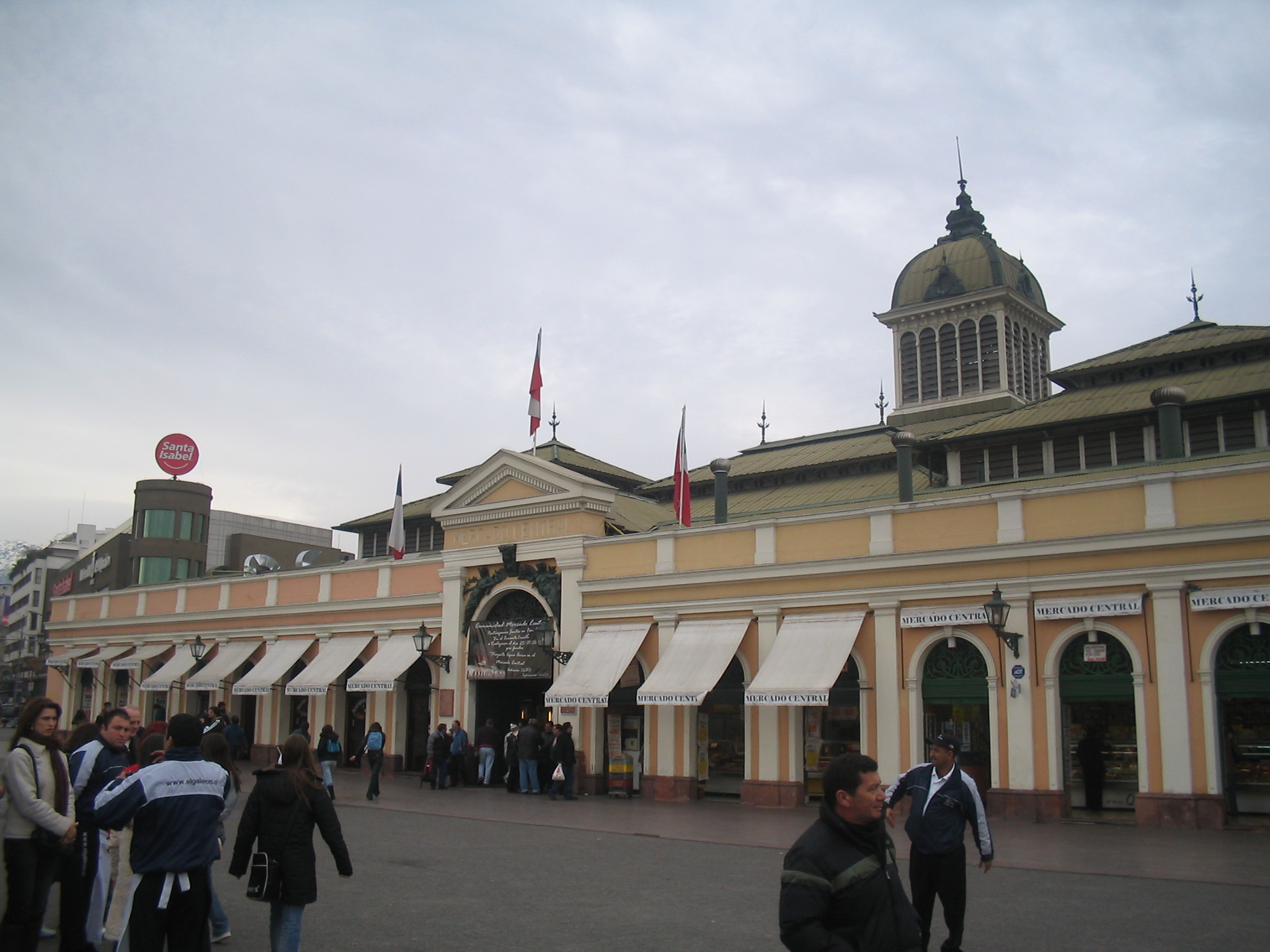
El Mercado Central de Santiago fue donde se donde se llevó a cabo la Multa de la etapa.

- Montevideo, Uruguay  (Aeropuerto Internacional de Carrasco) a Santiago, Chile  (Aeropuerto Internacional Arturo Merino Benítez)
- Santiago (Mercado Central de Santiago)
- Santiago (Mall Sport)
- Santiago (Fuente de Neptuno y Anfitrite)
- Santiago (Centro Cultural Gabriela Mistral)

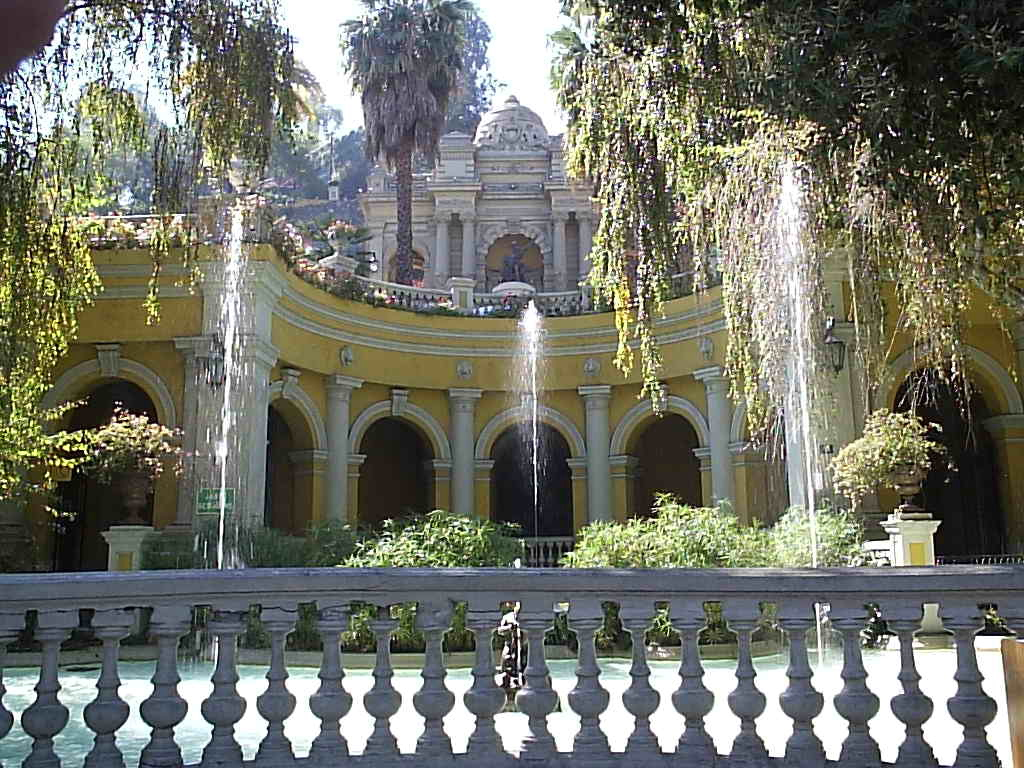
El Centro Cerro Santa Lucía fue visitado en esta etapa.

- Multa: Pablo & Rosario debían abrir 100 almejas en el Mercado Central de Santiago.
- Desvío: Techo o Pared.

Techo: Trasladarse de un punto de techo a otro por medio de troncos colgando.
Pared: Escalar una pared y tomar una bandera de The Amazing Race.
- Obstáculo: Surfear una ola artificial por un minuto sin caerse.

Tareas adicionales:
- En el Mercado Central de Santiago: Transportar 5 sacos de hielo a un puesto identificado en el Mercado Central, luego esparcir el hielo en un mostrador y acomodar pescados.

Ganadores de la etapa: Felipe & Alejandro.
Eliminados: Pablo & Rosario.

### Etapa 7 (Chile)

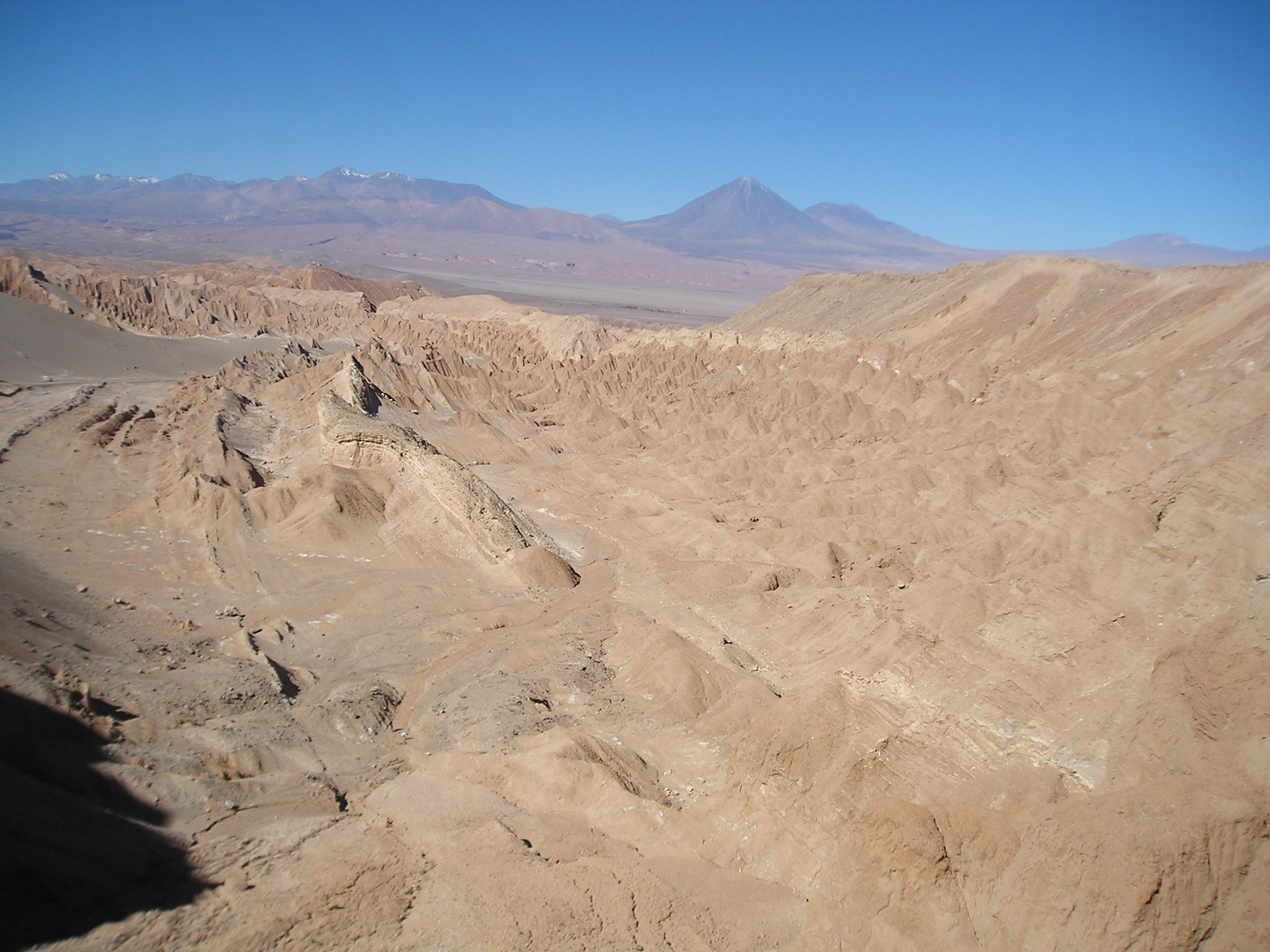
El Valle de la Muerte fue el escenario del obstáculo, el desvío y el doble retorno de la etapa.

- Santiago, Chile  (Aeropuerto Internacional Arturo Merino Benítez) a Calama, Chile  (Aeropuerto Internacional El Loa)
- San Pedro de Atacama (Casa de Pedro Valdiva)
- San Pedro de Atacama (Restaurante "Tierra Todo Natural")
- San Pedro de Atacama (Hotel Don Raúl)
- San Pedro de Atacama (Valle de la Muerte)
- San Pedro de Atacama (Termas Baños de Puritama)
- San Pedro de Atacama (Atacama Large Millimeter Array)

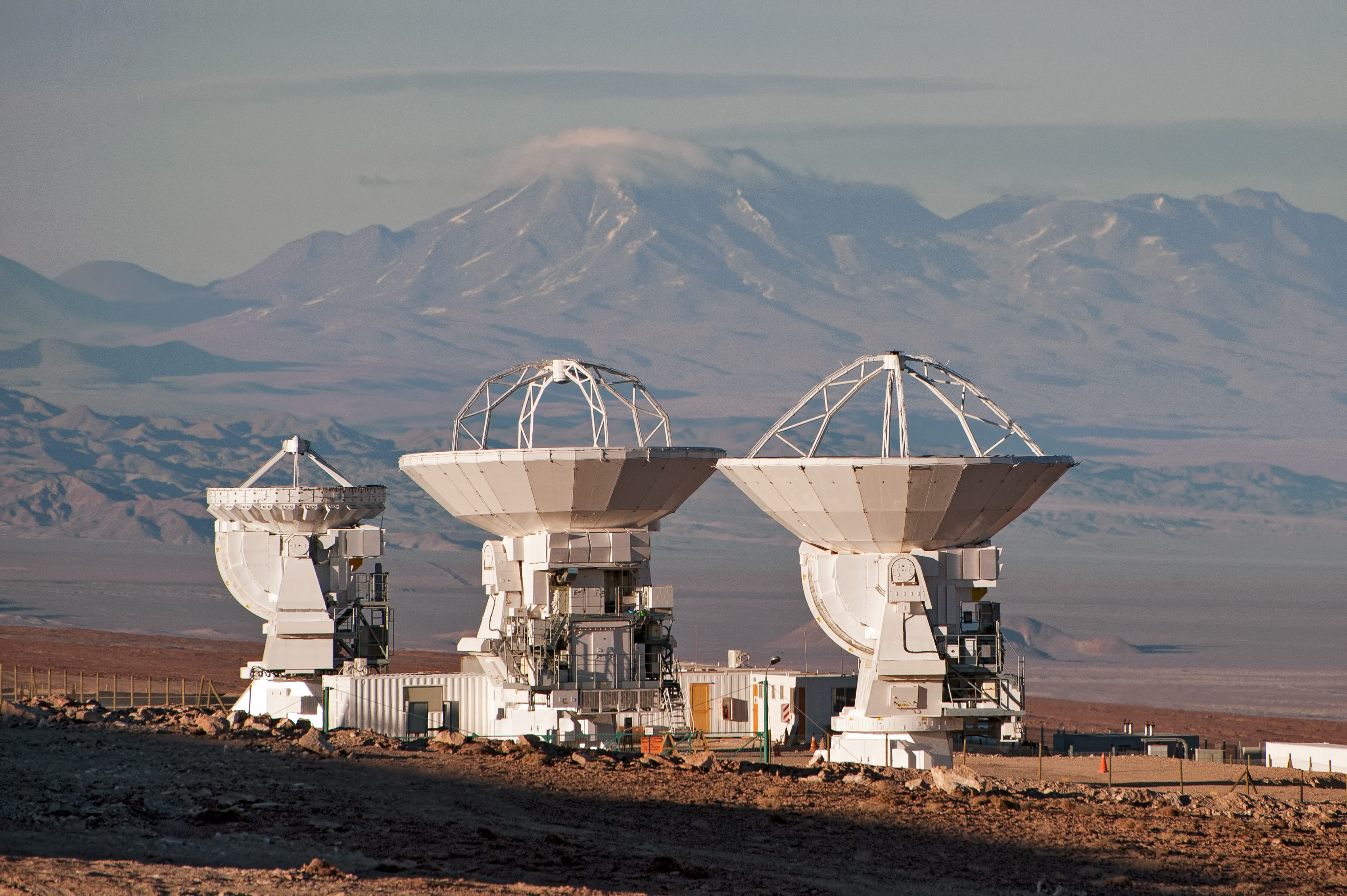
El Atacama Large Millimeter Array fue la séptima parada de la carrera.

- Desvío: Arqueología o Bicicleta.

Arqueología: excavar en las zonas marcadas para buscar 10 piezas de un viejo jarrón roto, luego armar el jarrón.
Bicicleta: ir en bicicleta por 3 kilómetros en el desierto hasta encontrar la bandera de la carrera, luego volver pedaleando al lugar donde comenzaron.
- Obstáculo: Empujar una pelota gigante de plástico llena con agua hasta la cima de una duna.

Tareas adicionales:
- En el Restaurante "Tierra Todo Natural": comer empanadas chilenas hasta encontrar una empanada que contenía la siguiente pista.
- En las Termas Baños de Puritama: buscar en el agua de los manantiales de agua caliente un marcador para dirigirse a la próxima parada Atacama Large Millimeter Array.

Ganadores de la etapa: Rick & Kathy.
Eliminados: Nico & André.

### Etapa 8 (Chile)
- Calama, Chile  (Rotonda Ferrilo)

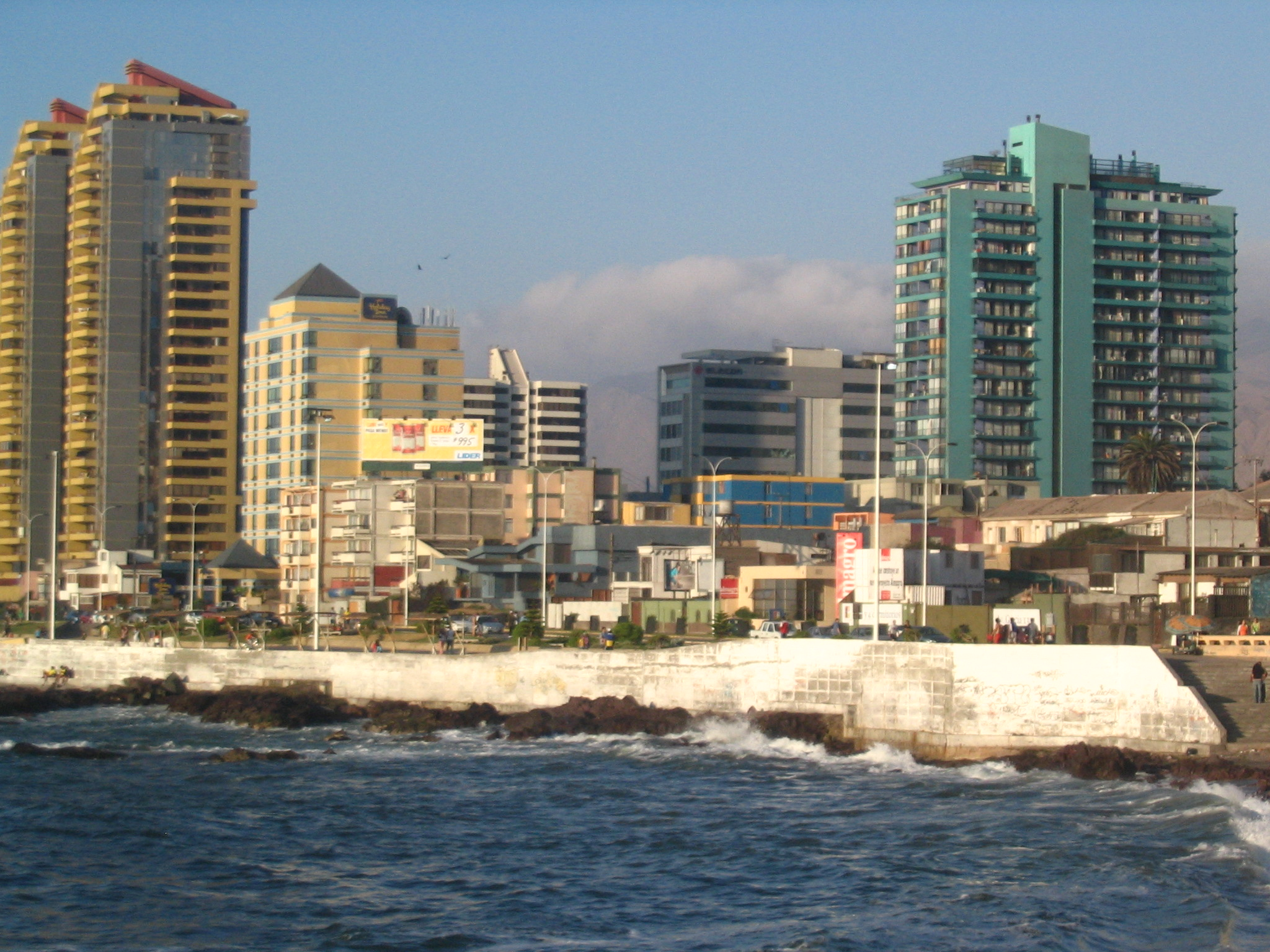
Las playas de Antofagasta fueron el escenario del obstáculo de la etapa.

- Sierra Gorda, Chile (Estación de Ferrocarril)
- La Negra (Centro Finning)
- Antofagasta (Hotel Antofagasta)
- Antofagasta (Balneario Municipal de la Costanera)
- Antofagasta (Hotel Enjoy Antofagasta)
- Antofagasta (Ruinas de Huanchaca)

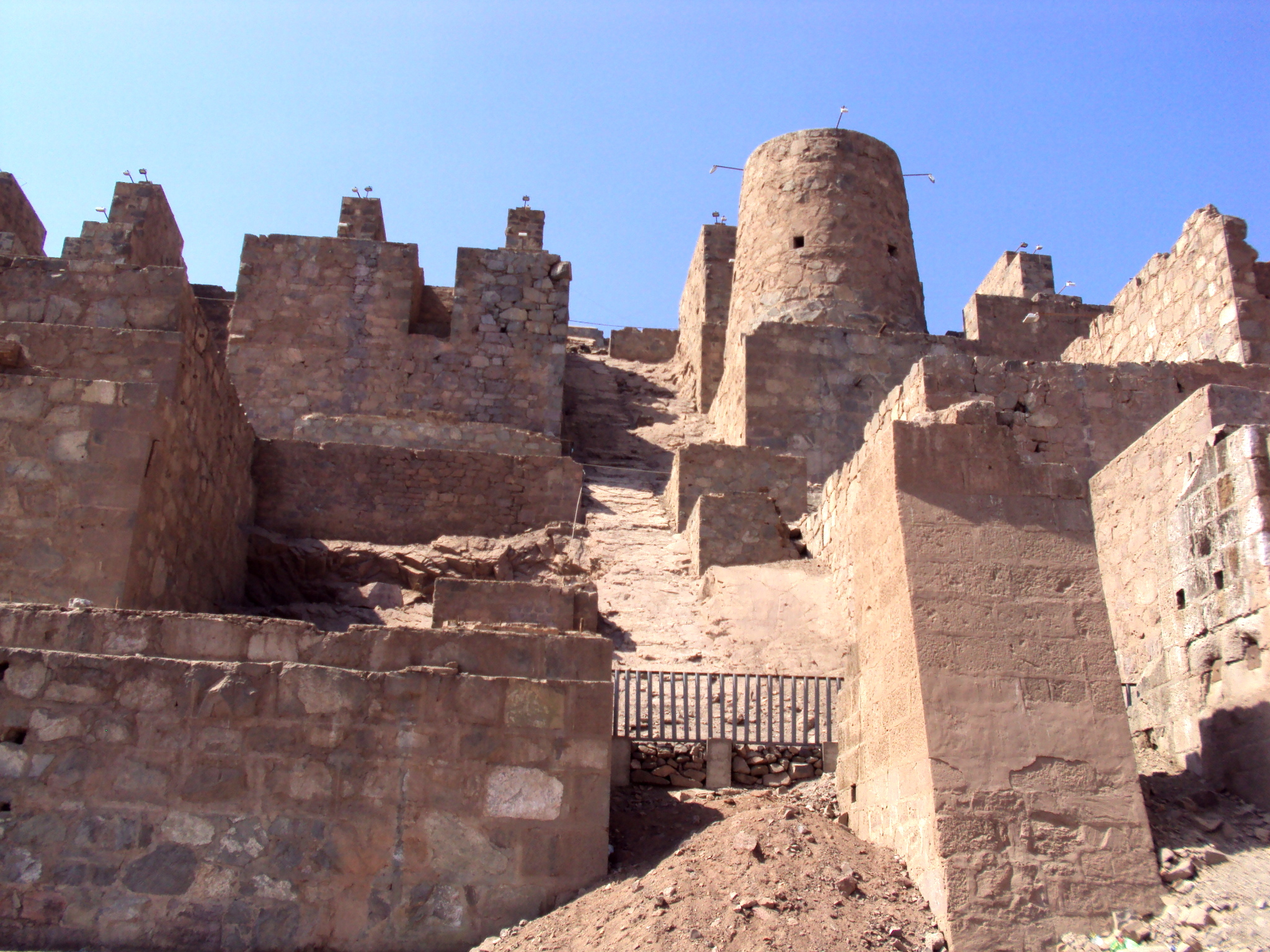
Las Ruinas de Huanchaca fue la parada de la novena etapa.

- Intersección: armar un tramo de nueve metros de rieles.

- Obstáculo: lanzarse al mar para atrapar siete fideos de plástico y nadar con ellos a la orilla.

Tareas adicionales:
- En el Centro Finning: pesar las ruedas de un camión usando instrucciones y una cinta métrica.
- En el Hotel Antofagasta: registrarse en el libro para determinar el horario de salida del día siguiente.
- En el Hotel Enjoy Antofagasta: elegir quince números luego usar una ruleta si caía en uno de los números de señalados el equipo recibiría la siguiente pista en caso contrario el equipo debía esperar cinco minutos para jugar de nuevo.

Ganadores de la etapa: Nicolás & Cristóbal.
Eliminados: José & Marisol.

### Etapa 9 (Chile → Ecuador)

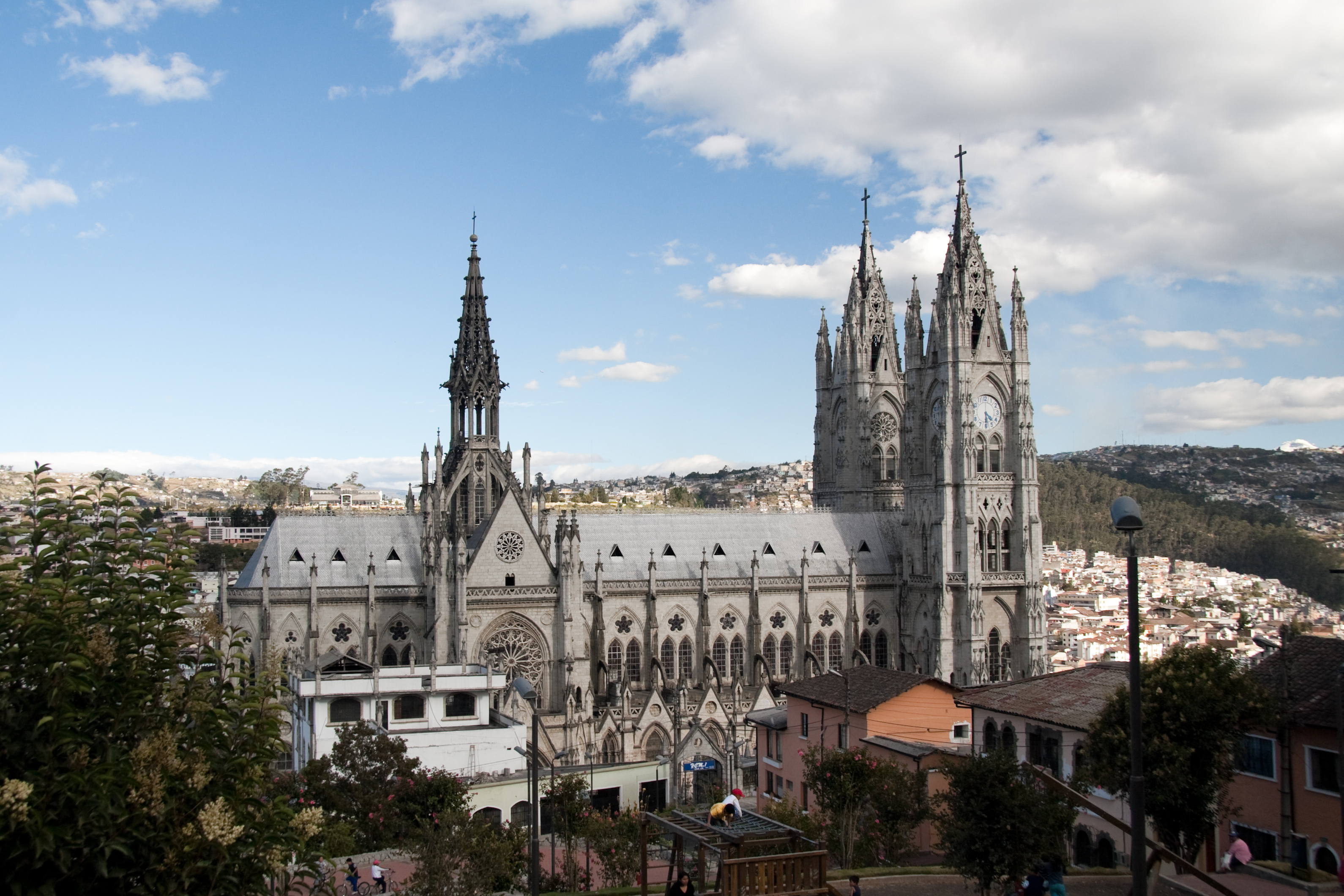
La Basílica del Voto Nacional fue visitada en esta etapa.

- Antofagasta, Chile  (Aeropuerto Internacional Cerro Moreno) a Quito, Ecuador  (Aeropuerto Internacional Mariscal Sucre)
- Quito (Basílica del Voto Nacional)
- Quito (Parque La Carolina)
- Quito (Plaza República Argentina)
- Quito (Centro Cultural Metropolitano)
- Quito (TelefériQo)
- Quito (Teatro Nacional Sucre)

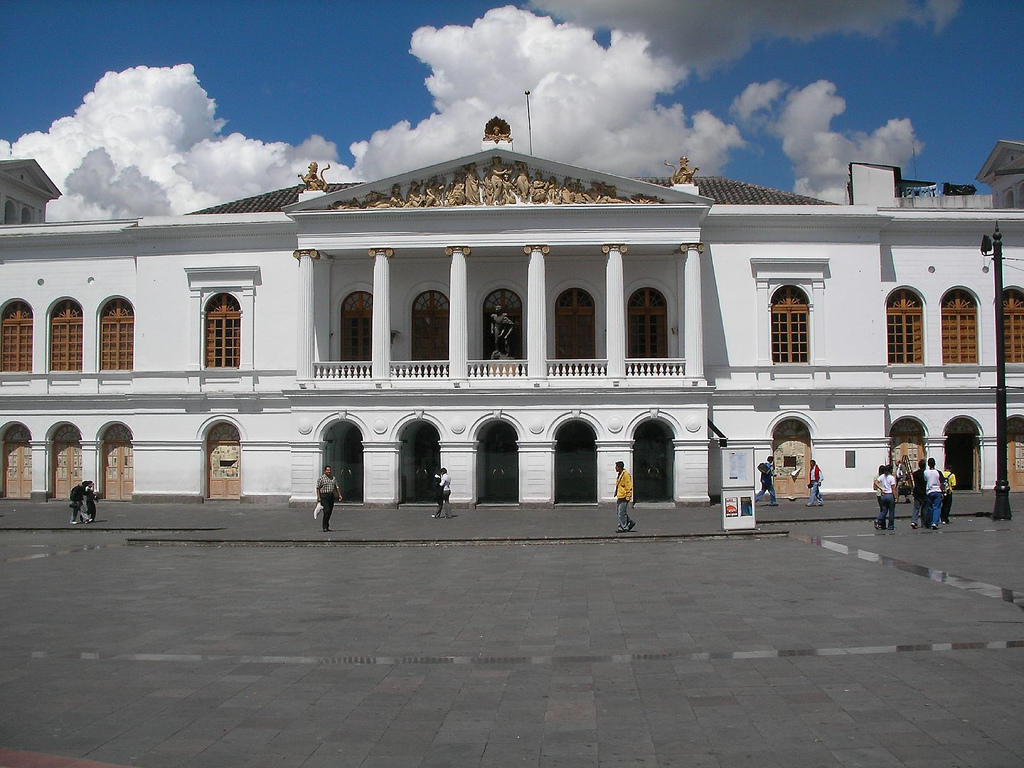
El Teatro Nacional Sucre fue la parada de la novena etapa.

- Avance Rápido: Responder correctamente 6 tiros de jugadores profesionales de Pelota Nacional, un juego típico ecuatoriano.
- Obstáculo: Lanzarse desde un puente a 50 metros de altura con una cuerda no elástica, terminando el salto con un movimiento de péndulo.
- Desvío: Dulce o Salado.

Dulce: Cada integrante debe comer 15 dulces típicos ecuatorianos.
Salado: Cada integrante debe comer 3 platos de librillo, una comida típica ecuatoriana que consiste en estómago de vaca crudo y patatas.
Tareas adicionales:
- En la Basílica del Voto Nacional: contar la cantidad de gárgolas en la Basílica que representan a la fauna de Ecuador (51).
- En el TelefériQo: ensamblar las ruedas de un carro de madera. Luego, conducirlo colina abajo sin derribar los conos en el camino. Si golpean un cono, se deberá empezar desde donde lo indique el juez.

Ganadores de la etapa: Nicolás & Cristóbal.
Con multa: Juan del Mar & Toya.

### Etapa 10 (Ecuador)

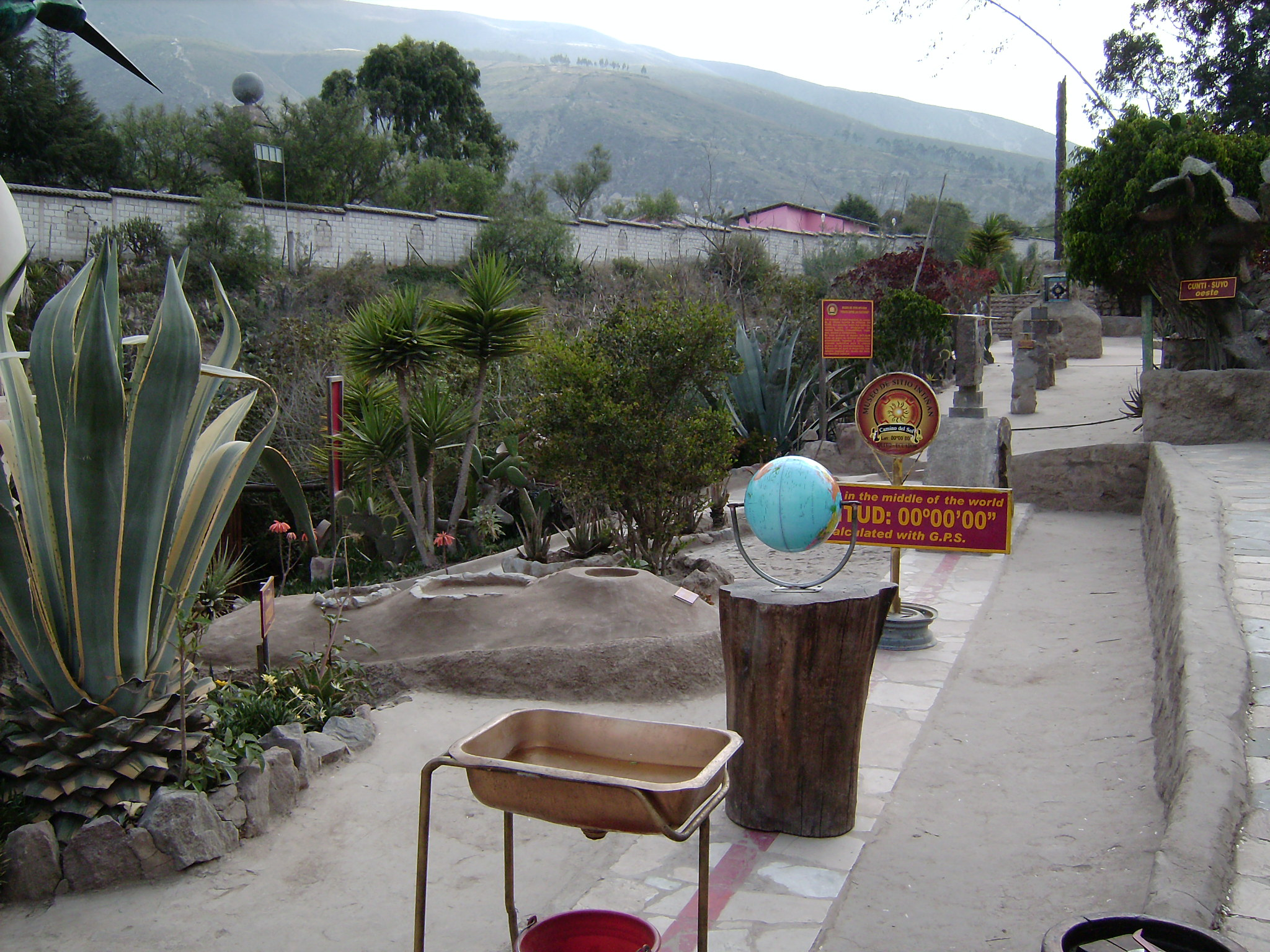
museo Intiñan, escenario de la multa.

- Mitad del Mundo, Ecuador  (museo Intiñan – Latitud 0º)
- Mindo (El Paraíso del Pescador)
- Mindo (plaza principal de Mindo)
- Mindo (Balneario Nambillo Alto)
- Mindo (hostería Las Mariposas)
- Mindo (Cascada de los Tucanes)
- Mindo (Mindo Lago)

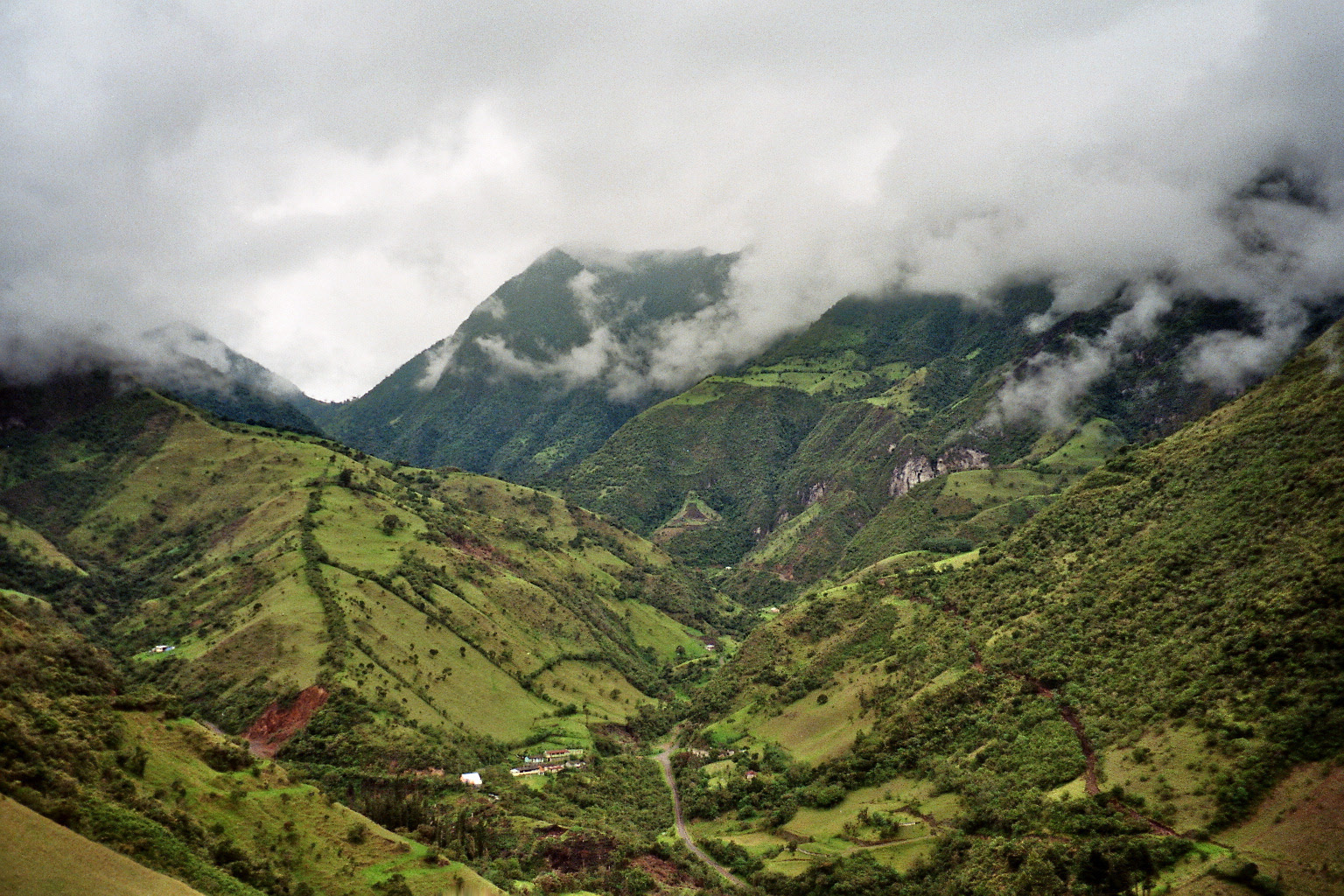
Mindo fue escenario de esta etapa.

- Multa: Juan del Mar y Toya tenían que equilibrar un huevo cada uno en la cabeza de un clavo justo en el ecuador antes de continuar.
- Desvío: Salto del Mono o Rock Jumping.

Salto del Mono: Un miembro del equipo a la vez tenía que saltar desde una plataforma y hacer un recorrido por un canopy con un movimiento de péndulo. Al final del recorrido, los equipos recibirían la siguiente pista.
Rock Jumping: Ambos miembros del equipo tenían que saltar a un río desde una roca alta. Una vez hayan salido del río recibirían la siguiente pista.
- Obstáculo: Un miembro del equipo tenía que hacer rappel en la Cascada de los Tucanes y sacar la siguiente pista del medio de la cascada.

Tareas adicionales:
- En el Paraíso del Pescador, cada miembro del equipo tenía que trasladar 25 truchas de un tanque a otro, usando una red llamada chayo. Una vez ambos integrantes hayan trasladado el pescado, recibirían la siguiente pista.

Ganadores de la etapa: Nicolás & Cristóbal.
Eliminados:  Juan del Mar & Toya.

### Etapa 11 (Ecuador → Brasil)

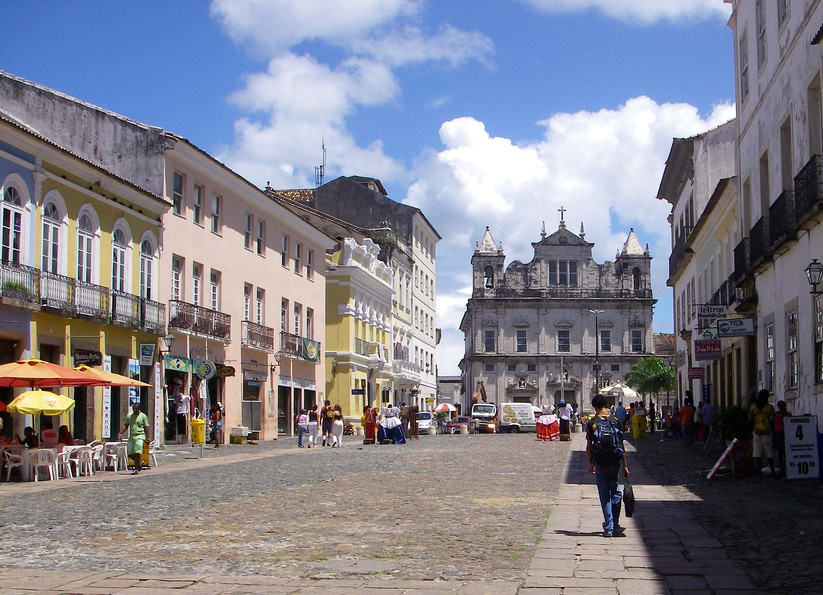
La praça Terreiro de Jesus fue visitada en esta etapa.

- Quito, Ecuador  (Aeropuerto Internacional Mariscal Sucre) a Salvador, Brasil  (Aeropuerto Internacional de Salvador de Bahía)
- Salvador (Terminal turístico náutico de Bahía) a Isla de Itaparica
- Isla de Itaparica (Hotel Kirymuré)
- Isla de Itaparica a Salvador (Terminal turístico náutico de Bahía)
- Salvador (Elevador Lacerda)
- Salvador (Memorial de las Bahianas)
- Salvador (Praça Tomé de Souza)
- Salvador (Praça Terreiro de Jesus)
- Salvador (Rampa de La Marina)
- Salvador (Forte de São Marcelo)

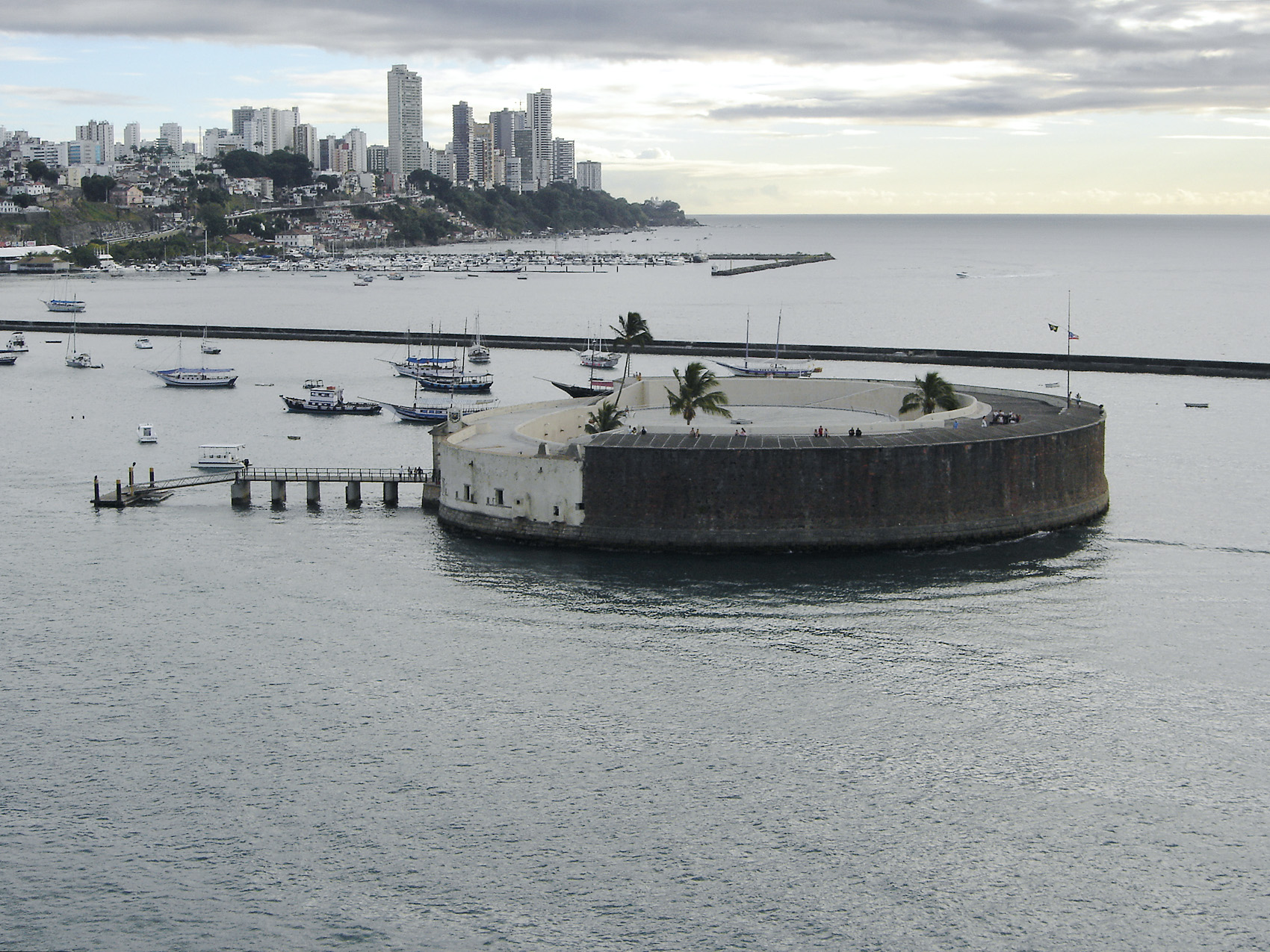
El Forte de São Marcelo fuel la parada de esta etapa.

- Obstáculo: Un miembro del equipo tenía que desenterrar 5 cangrejos del manguezal con las manos.

- Desvío: Cocos o Berimbau.

Cocos: Extraer 20 litros de agua de coco.
Berimbau: Armar 2 berimbaus decorativos de botellas plásticas.
Tareas adicionales:
- En la Ciudad Alta preparar y vender 15 acarajés a los transeúntes vestidos de bahianos.
- Desde la praça Terreiro de Jesus empujar un carrito de café hasta la rampa de la Marina.

Ganadores de la etapa: Nicolás & Cristóbal.
Eliminados: Kathy & Rick.

### Etapa 12 [Parte 1] (Brasil)

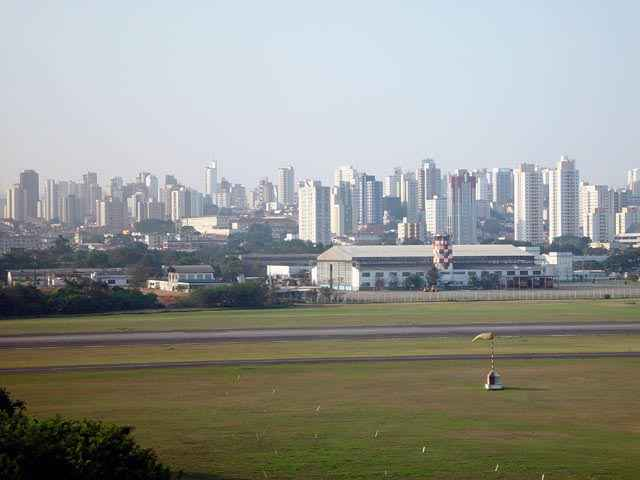
El Aeropuerto Campo de Marte fue la parada de esta etapa.

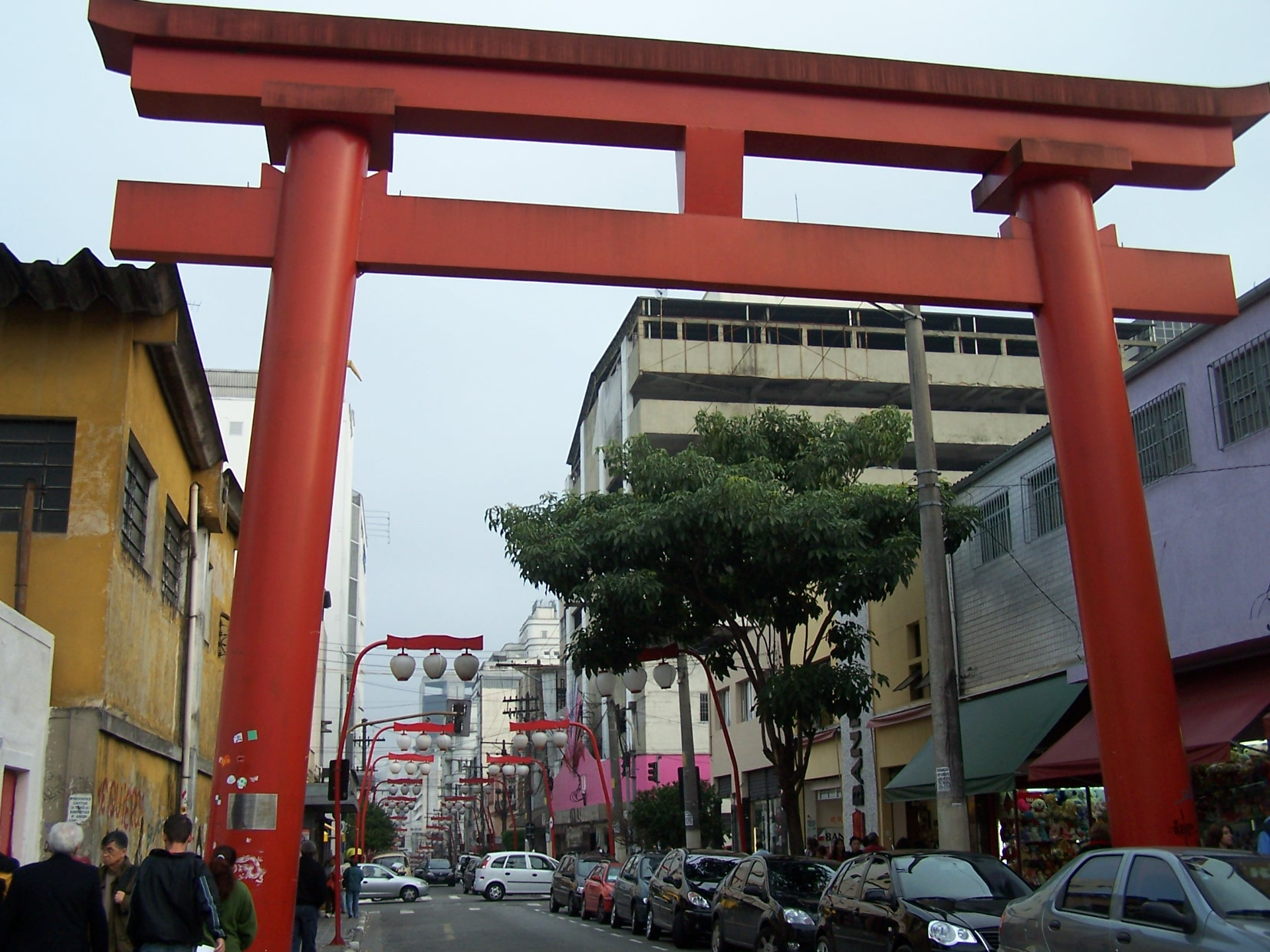
El barrio de Liberdade fue visitado en esta etapa.

- Salvador (Basílica do Senhor do Bonfim)
- Salvador (Cristo da Barra)
- Salvador, Brasil  (Aeropuerto internacional Deputado Luís Eduardo Magalhaes) a Sao Paulo, Brasil  (Aeropuerto internacional Guarulhos)
- Sao Paulo (Academia de Jiu-Jitsu  Rocian Gracie)
- Sao Paulo (Hotel Slaviero Slim Congonhas)
- Sao Paulo (Torii da Liberdade)
- Sao Paulo (Sociedad Brasileña de Cultura Japonesa)
- Sao Paulo (Acuario de Sao Paulo)
- Sao Paulo (Aeropuerto Campo de Marte – Hangar Planavel)

- Desvío: Wasabi o Sashimi.

Wasabi: Jugar al pool, luego de meter 4 bolas, comer un wasabi
Sashimi: Alcanzar 10 pedazos colgantes de Sashimi, mientras estaban amarrados de una cuerda elástica en la pared.
- Obstáculo: Un miembro del equipo debía nadar en un tanque lleno de tiburones y rayas y sacar 15 mondedas con la inscripción The Amazing Race.

Tareas adicionales:
- En la Basílica do Senhor do Bonfim, los equipos tenían que buscar entre miles de cintas de colores una que dijera  "The Amazing Race", y cambiarlo por la siguiente pista.
- En el Cristo da Barra, cada miembro del equipo tenía que balancearse en una cuerda de slackline por 30 segundos sin caer para recibir su siguiente pista.
- En la Academia de Jiu-Jitsu  Rocian Gracie, los equipos tenían que someterse a un entrenamiento intensivo de Jiu-Jitsu, con una duración total de 20 minutos antes de recibir la siguiente pista.
- En la Sociedad Brasileña de Cultura Japonesa, los equipos tenían que descifrar su siguiente pista la cual estaba escrita en japonés. Esta pista llevaba a los equipos al Acuario de Sao Paulo.

Ganadores de la etapa: Maxi & Demi.

### Etapa 12 [Parte 2] (Brasil)

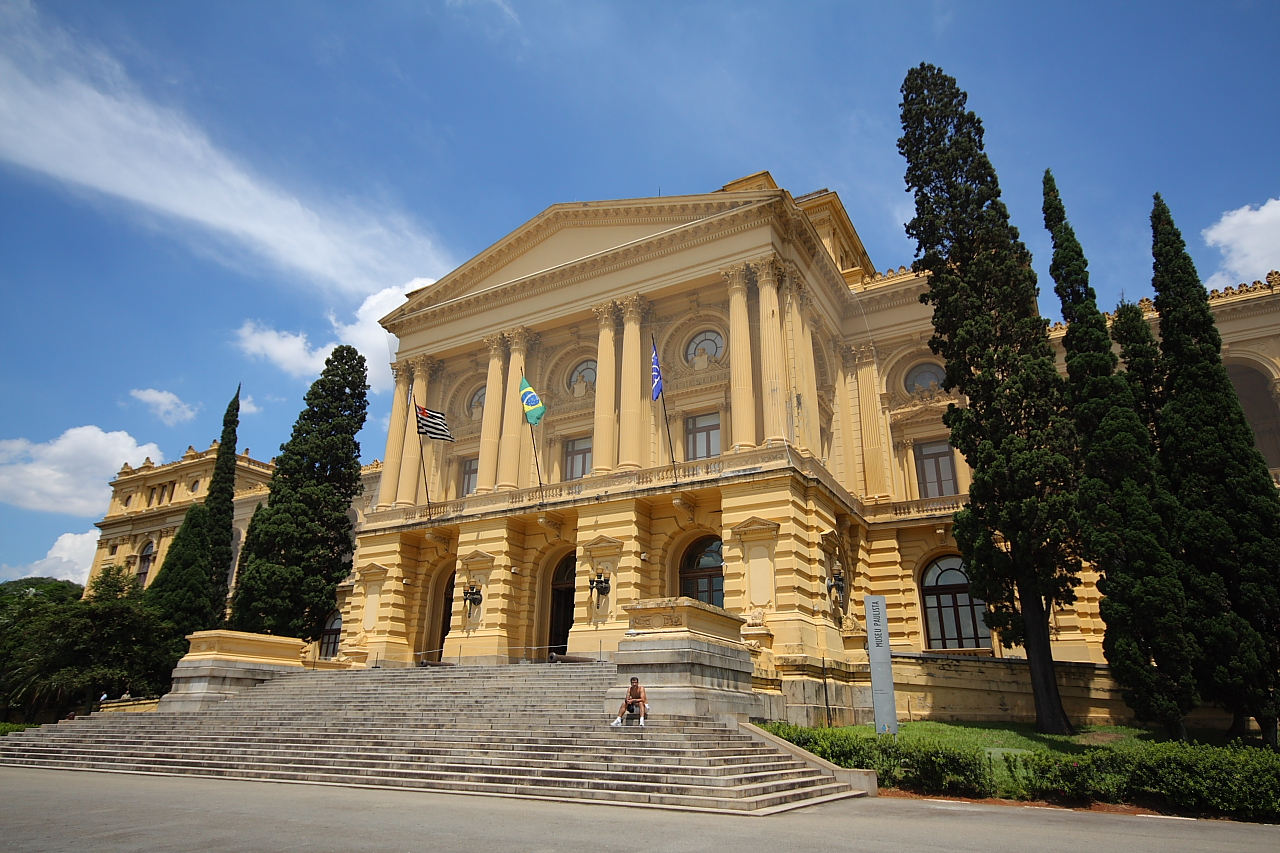
El Museo Ipiranga fue la parada final de la carrera.

- Sao Paulo, Brasil  (Kartódromo Internacional Granja Viana)
- Sao Paulo (Hotel Slaviero Slim Congonhas)
- Sao Paulo (Mercado Municipal de Sao Paulo)
- Sao Paulo (Edifício Copan – Bloco E)
- Sao Paulo (Condomínio Edifício Saint Honoré)
- Sao Paulo (Monumento do Ipiranga)
- Sao Paulo (Museo Ipiranga)

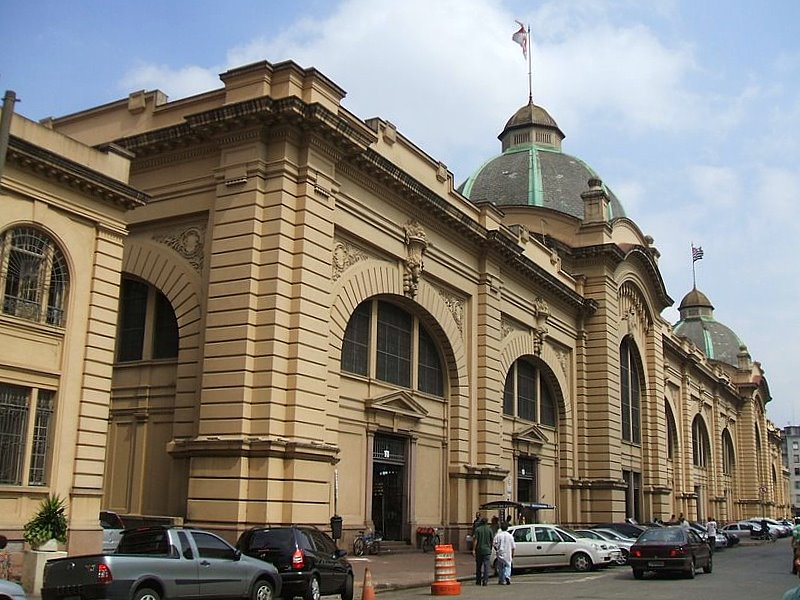
El mercado municipal de Sao Paulo fue visitado en esta etapa.

En el obstáculo, un miembro de cada equipo tenía que viajar en el ascensor hasta la azotea del Condominio Edificio Saint Honoré y bajar en rappel para recibir su siguiente pista.
Tareas adicionales
- Los equipos fueron transportados en helicópteros desde el aeropuerto Campo de Marte al Kartódromo Internacional Granja Viana.
- En el Kartódromo Internacional Granja Viana, ambos miembros del equipo tendrían que completar 12 vueltas al circuito en menos de trece minutos para recibir su siguiente pista.
- En el Mercado Municipal de Sao Paulo, a los equipos se les dio una lista de diferentes productos brasileños y algo de dinero. Los equipos tenían que comprar los productos sin mostrar la lista a los vendedores. Una vez que los equipos tienen todos los productos, tenían que intercambiarlos por su siguiente pista.
- En el Edifício Copan, los equipos tenían que subir las escaleras exteriores a la azotea del edificio. En la parte superior de los equipos de construcción los equipos hallarían su siguiente pista.

Ganadores de la carrera: Nicolás y Cristóbal.
Segundo lugar: Felipe y Alejandro.
Tercer lugar: Maxi y Demi.
Equipos invitados: Kathy y Rick & Pablo y Rosario
P.D.: Pablo y Rosario no se vieron por T.V ya que no fueron filmados pero oficialmente fue un equipo invitado.